# エミレーツ航空
エミレーツ航空（エミレーツこうくう、アラビア語: الإمارات、英語: Emirates）は、アラブ首長国連邦のドバイを本拠とする航空会社。アラブ航空会社機構 (Arab Air Carriers Organization) に加盟している。エティハド航空とともに、UAEのフラッグキャリアである。

## 歴史

### 設立
- 1980年代半ば、ガルフエアがドバイ路線を減便したことを受け、1985年3月15日にドバイ王室の支援を受けて設立された。
- 1985年10月25日、パキスタン国際航空からエアバスA300B4-200型機とボーイング737-300型機を1機ずつウェットリースして、ドバイ-カラチ、ムンバイ間で運航を開始した。
- 1987年7月3日、初の受領機として、エアバスA310-304を導入。
- 湾岸戦争が終結した1991年6月、ロンドン・ヒースロー空港のスロットを獲得し、就航した。
- 1992年、世界で初めて民間航空機にエンターテイメント・システムを導入した。
- 1996年にボーイング777-200型機、1997年にボーイング777-200ER、1999年にエアバスA330-200型機とボーイング777-300型機を受領するなど、機材の大型化を進めた。
- 2000年、大型機のボーイング777-300ERや、世界最大の超大型機エアバスA380-800など多数の大型機を発注した。マイレージプログラム「スカイワーズ」も開始した。
- 2017年、ボーイング787型機を大量発注した[1]。
- 2024年4月、将来的に、ハブ空港をアール・マクトゥーム国際空港に移転する計画を発表した[2]。

## 保有機材
2023年10月現在、エミレーツ航空の平均機齢はおよそ10年である。
なお、エミレーツ航空が発注したボーイング社製航空機の顧客番号（カスタマーコード）は1Hで、航空機の形式名は777-21HER, 777-31H, 777-21HLR, 777-31HER などとなる。
エミレーツ航空は1995年以降、旅客機としてナローボディ機を保有しておらず、基本的に大型機や超大型機A380に機材を統一している。

### 概要
積極的に最新機材の導入を行っており、世界最大の旅客機であるエアバスA380を大量発注し話題となった（エアバス社による電気系統のトラブルから納入が2008年以降に延期となった為に、一時、発注自体のキャンセルも検討したが、4機を追加発注することでキャンセルは回避され、2007年6月22日に行われたパリ航空ショーにおいて、更に8機が追加発注されて合計55機となり、同機における最大のカスタマーとなった）。その後、2010年6月8日に32機追加発注し、これにより発注数は合計で90機となった。これは民間大型旅客機部門において、一つの航空会社単位では最大の発注数となる。2019年3月時点で、全種類のボーイング777（-200,-200ER,-200LR,-300,-300ER,-X(-8,-9),-F）を導入した唯一の航空会社となっている。
なお、エミレーツ航空は、A380の最大のカスタマーであるが、同じく2階建ての旅客機であるボーイング747旅客型の所有、運航はしていない。
2008年8月1日、8月3日にドバイ〜ニューヨーク/JFK間においてエアバスA380のお披露目フライトを行った。そして、8月8日より同路線間でニューヨーク行EK201便（水・金・日曜日運航）とドバイ行EK202便（水・金・日曜日運航）の往復便として中近東の航空会社として初めて商業飛行が開始された。同社はA380を世界最大規模で保有しているため、新規就航路線の開設やデモ飛行、イベント、キャンペーンなどの時にイレギュラー的に投入されたりしていて、同社の広告塔としての役割もある模様。また、同社の拠点空港となっているドバイ国際空港には同社運用のA380専用発着のターミナル3コンコースAを設置しており、同施設では20のゲートで同時にA380の運用を行うことが出来るようになっている。（コンコースAからボーイング777運用の便が割り当てられることもある。又、A380がコンコースB及びCから発着する場合もある。）
2009年3月18日よりソフトバンクモバイルの端末に限り機内で携帯電話の利用ができる。なお、利用できるサービスは通話とSMSのみである。
世界最大のエアバスA380オペレーターとなるが、中でも2015年11月4日に受領した中距離2クラス（ビジネス・エコノミー）仕様は615座席としている。有償飛行開始となればかつて2クラスで世界最多座席数であった全日本空輸のボーイング747-400Dの569席を抜き、2クラスでは世界最多座席数同時に世界初の600席台の有償座席数となる。
2011年11月13日には長距離型の旅客機「777-300ER」50機、180億ドル相当の発注契約を結んだと発表し、ドル建て基準でボーイング社史上最大規模の受注となった。2012年3月2日には、ボーイング社では量産1000機目となるB777を受領した（型式はB777-300ER,機体記号：A6-EGO）。
2011年11月17日ドバイ航空ショーにおいて50機のエアバスA380の追加発注を発表。これにより同航空会社のA380保有数は140機を数える事となる。
2013年11月17日にも同じドバイ航空ショーにてボーイングが開発中のボーイング777Xシリーズのローンチカスタマーとなり計150機、ボーイング777-8Xが35機、ボーイング777-9Xが115機と50機の購入権が付いた契約を発表。A380も50機発注し、オプションを除く確定分だけで中型、大型機200機の発注で、金額では990億ドル（約9.9兆円）と小国の国家予算並みの民間機過去最高額の発注を行った。
2016年5月、スカイマークが導入を試みたものの財政的理由でエアバスが発注をキャンセルした2機のA380を購入。
| スカイマークが発注し製造されたエアバスA380-800の一覧 | スカイマークが発注し製造されたエアバスA380-800の一覧 | スカイマークが発注し製造されたエアバスA380-800の一覧 | スカイマークが発注し製造されたエアバスA380-800の一覧 | スカイマークが発注し製造されたエアバスA380-800の一覧 | スカイマークが発注し製造されたエアバスA380-800の一覧 |
| 型式                                                 | 製造番号                                             | 機体記号（EK）                                       | 機体記号（日本での予約番号）                         | 備考                                                 | 参照                                                 |
| ---------------------------------------------------- | ---------------------------------------------------- | ---------------------------------------------------- | ---------------------------------------------------- | ---------------------------------------------------- | ---------------------------------------------------- |
| Airbus A380-841                                      | 162                                                  | A6-EVB                                               | JA380A                                               | 2018年11月18日より旅客運用開始                       | [ 7 ]                                                |
| Airbus A380-841                                      | 167                                                  | A6-EVA                                               | JA380B                                               | 2018年4月エミレーツ納入、同月28日就航済              | [ 8 ]                                                |

2016年11月10日、同社運航機材からA330-200型機及びA340-300型機が引退し、同社の現役旅客機はエアバスA380型機とボーイング777シリーズに絞られることになったが、
2017年11月のドバイ航空ショーの際にボーイング787-10型機を40機発注したことを発表した。
2019年2月、発注済みだったA380型機39機をキャンセルし、代わりにA330-900neo型機を40機、A350-900型機を30機発注合意したと発表した。これによってA380の生産は2021年を以て終了される。その後2019年11月のドバイ航空ショーで2月契約の代わりにA350-900のみ50機購入契約に調印。
尚、購入予定だった787型機についても、エンジンがドバイの気候に適さないとの理由でキャンセルした が777-8/9遅延で150機を126機発注へ減らし、補償で787-9x30機発注を2019年11月のドバイ航空ショーで発表。

### リスト
| 航空機                   | 保有数 | 発注数 | 乗客数 | 乗客数 | 乗客数 | 乗客数 | 乗客数 | 注釈                                                |
| 航空機                   | 保有数 | 発注数 | F      | C      | W      | Y      | 合計   | 注釈                                                |
| ------------------------ | ------ | ------ | ------ | ------ | ------ | ------ | ------ | --------------------------------------------------- |
| エアバスA319-100ACJ      | 1      | -      | -      | -      | -      | -      | 19     | エミレーツ・エグゼクティブ（チャーター）専用        |
| エアバスA350-900         | 8      | 57     | -      | 32     | 21     | 259    | 312    |                                                     |
| エアバスA350-900ULR      | -      | 57     | -      | 32     | 28     | 238    | 298    | 2025年後半より受領開始予定 豪州線向けに運航予定     |
| エアバスA380-800         | 115    | -      | 14     | 76     | 56     | 322    | 468    | 世界最大のオペレーター 4クラス仕様に計110機改修予定 |
| エアバスA380-800         | 115    | -      | 14     | 76     | 56     | 338    | 484    | 世界最大のオペレーター 4クラス仕様に計110機改修予定 |
| エアバスA380-800         | 115    | -      | 14     | 76     | 56     | 341    | 487    | 世界最大のオペレーター 4クラス仕様に計110機改修予定 |
| エアバスA380-800         | 115    | -      | 14     | 76     | -      | 399    | 489    | 世界最大のオペレーター 4クラス仕様に計110機改修予定 |
| エアバスA380-800         | 115    | -      | 14     | 76     | -      | 401    | 491    | 世界最大のオペレーター 4クラス仕様に計110機改修予定 |
| エアバスA380-800         | 115    | -      | 14     | 76     | -      | 426    | 516    | 世界最大のオペレーター 4クラス仕様に計110機改修予定 |
| エアバスA380-800         | 115    | -      | 14     | 76     | -      | 427    | 517    | 世界最大のオペレーター 4クラス仕様に計110機改修予定 |
| エアバスA380-800         | 115    | -      | 14     | 76     | -      | 429    | 519    | 世界最大のオペレーター 4クラス仕様に計110機改修予定 |
| エアバスA380-800         | 115    | -      | -      | 58     | -      | 557    | 615    | 世界最大のオペレーター 4クラス仕様に計110機改修予定 |
| ボーイング777-200LR      | 10     | -      | -      | 38     | -      | 264    | 302    | 世界最大のオペレーター 4クラス仕様に計81機改修予定  |
| ボーイング777-300ER      | 119    | -      | 6      | 38     | 24     | 256    | 324    | 世界最大のオペレーター 4クラス仕様に計81機改修予定  |
| ボーイング777-300ER      | 119    | -      | 8      | 40     | 24     | 256    | 328    | 世界最大のオペレーター 4クラス仕様に計81機改修予定  |
| ボーイング777-300ER      | 119    | -      | 8      | 40     | 24     | 260    | 332    | 世界最大のオペレーター 4クラス仕様に計81機改修予定  |
| ボーイング777-300ER      | 119    | -      | 8      | 42     | -      | 304    | 346    | 世界最大のオペレーター 4クラス仕様に計81機改修予定  |
| ボーイング777-300ER      | 119    | -      | 8      | 42     | -      | 310    | 352    | 世界最大のオペレーター 4クラス仕様に計81機改修予定  |
| ボーイング777-300ER      | 119    | -      | -      | 42     | -      | 386    | 428    | 世界最大のオペレーター 4クラス仕様に計81機改修予定  |
| ボーイング777-8          | -      | 35     | TBA    | TBA    | TBA    | TBA    | TBA    | 2030年より納入予定                                  |
| ボーイング777-9          | -      | 170    | TBA    | TBA    | TBA    | TBA    | TBA    | 2026年より納入予定                                  |
| ボーイング787-8          | -      | 20     | TBA    | TBA    | TBA    | TBA    | TBA    |                                                     |
| ボーイング787-10         | -      | 15     | TBA    | TBA    | TBA    | TBA    | TBA    |                                                     |
| エミレーツ・スカイカーゴ |        |        |        |        |        |        |        |                                                     |
| ボーイング777F           | 11     | 11     | 貨物   | 貨物   | 貨物   | 貨物   | 貨物   | 2026年までに納入予定                                |
| ボーイング777-300ERSF    | -      | 10     | 貨物   | 貨物   | 貨物   | 貨物   | 貨物   | 旅客型から改造                                      |
| 合計                     | 264    | 318    |        |        |        |        |        |                                                     |

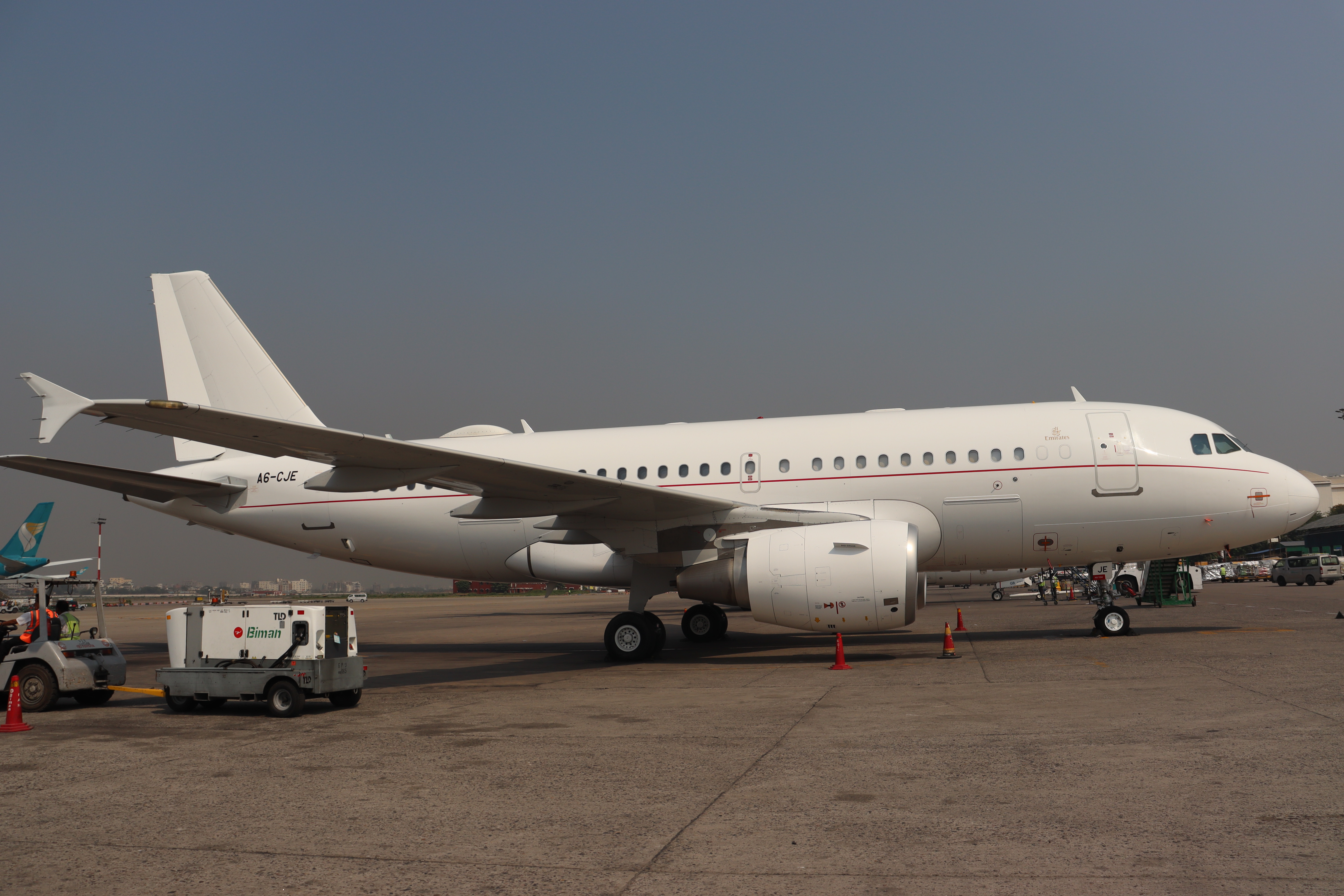
エアバスA319-100ACJ
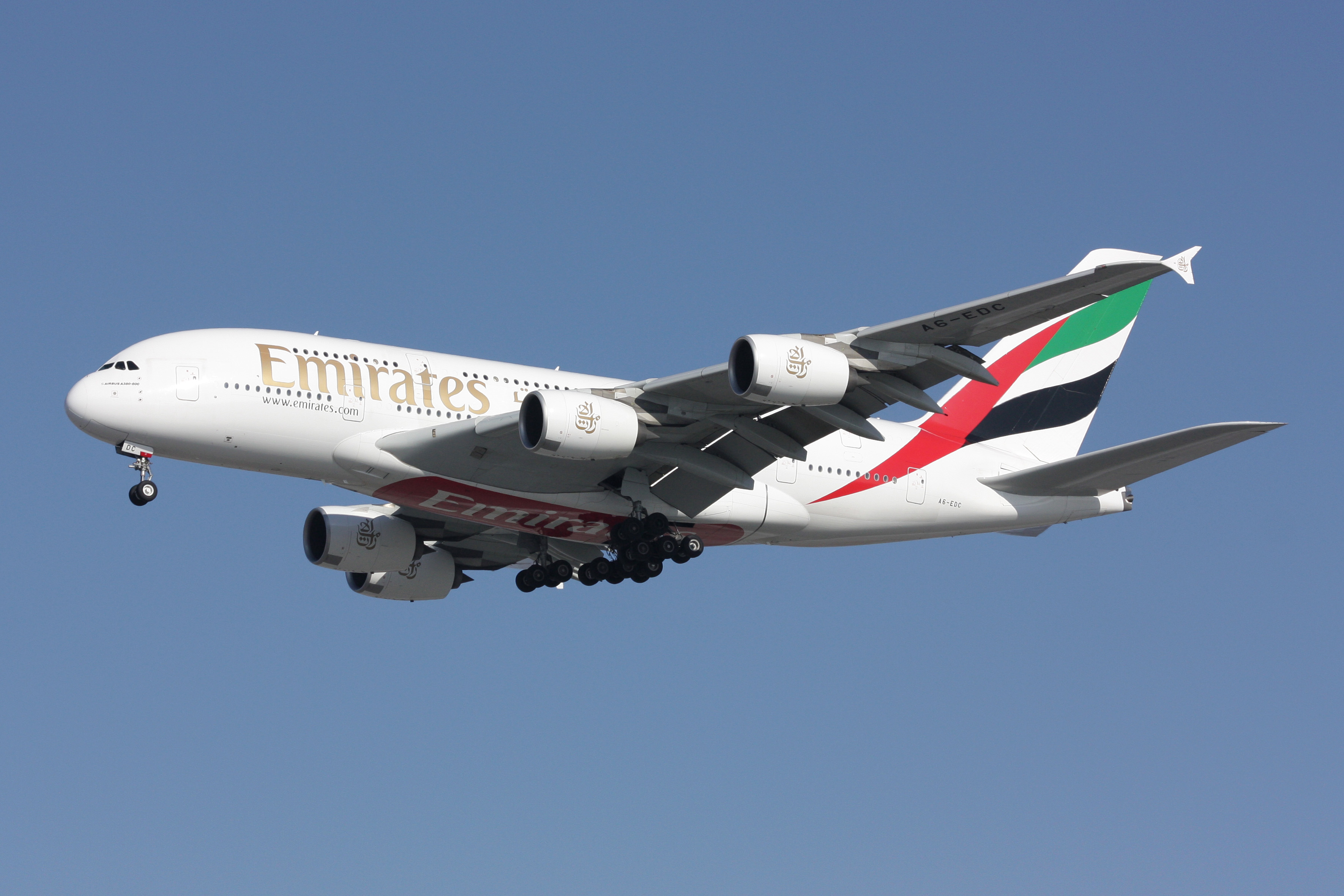
エアバスA380-800
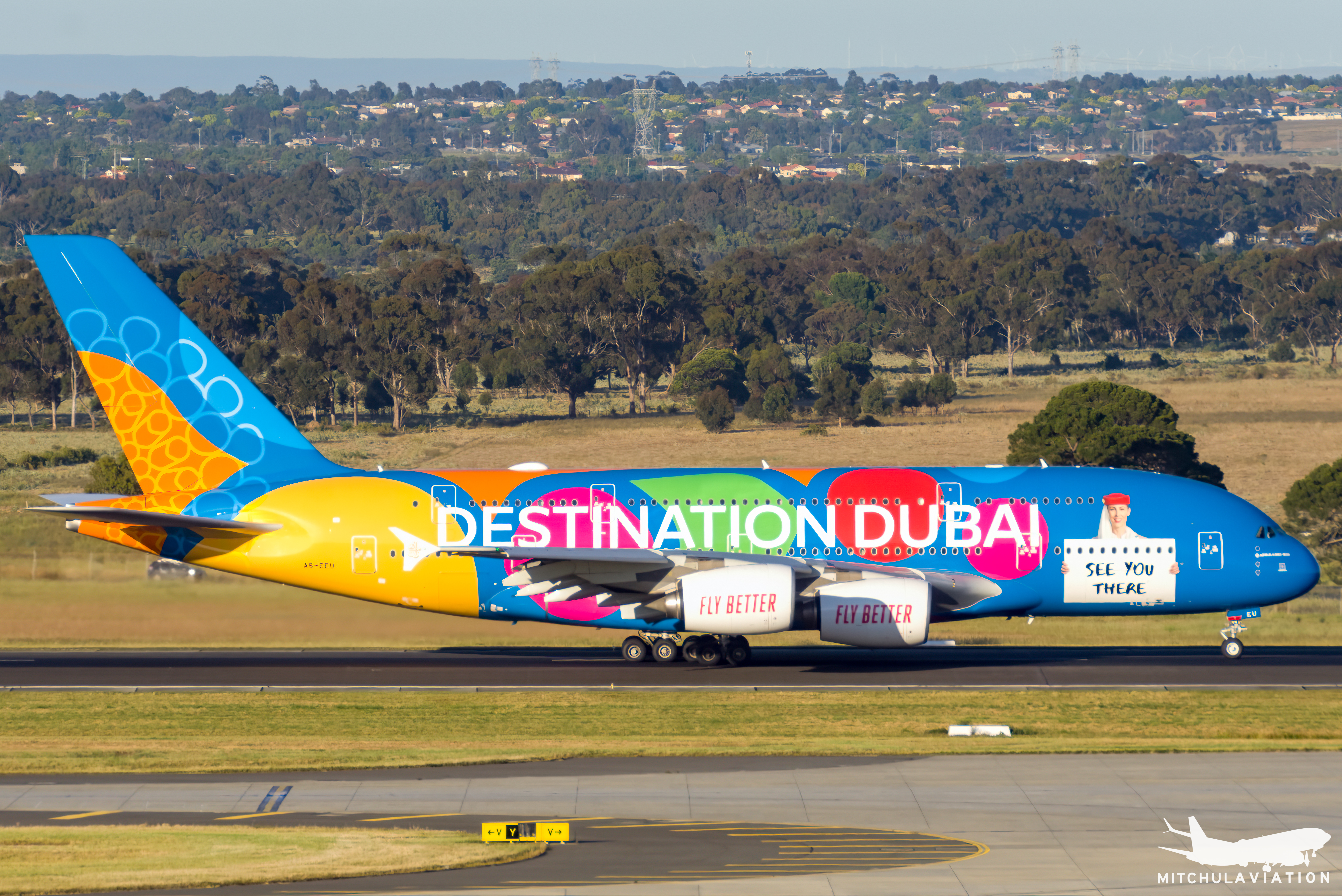
エアバスA380-800（デスティネーション・ドバイ 特別塗装機）
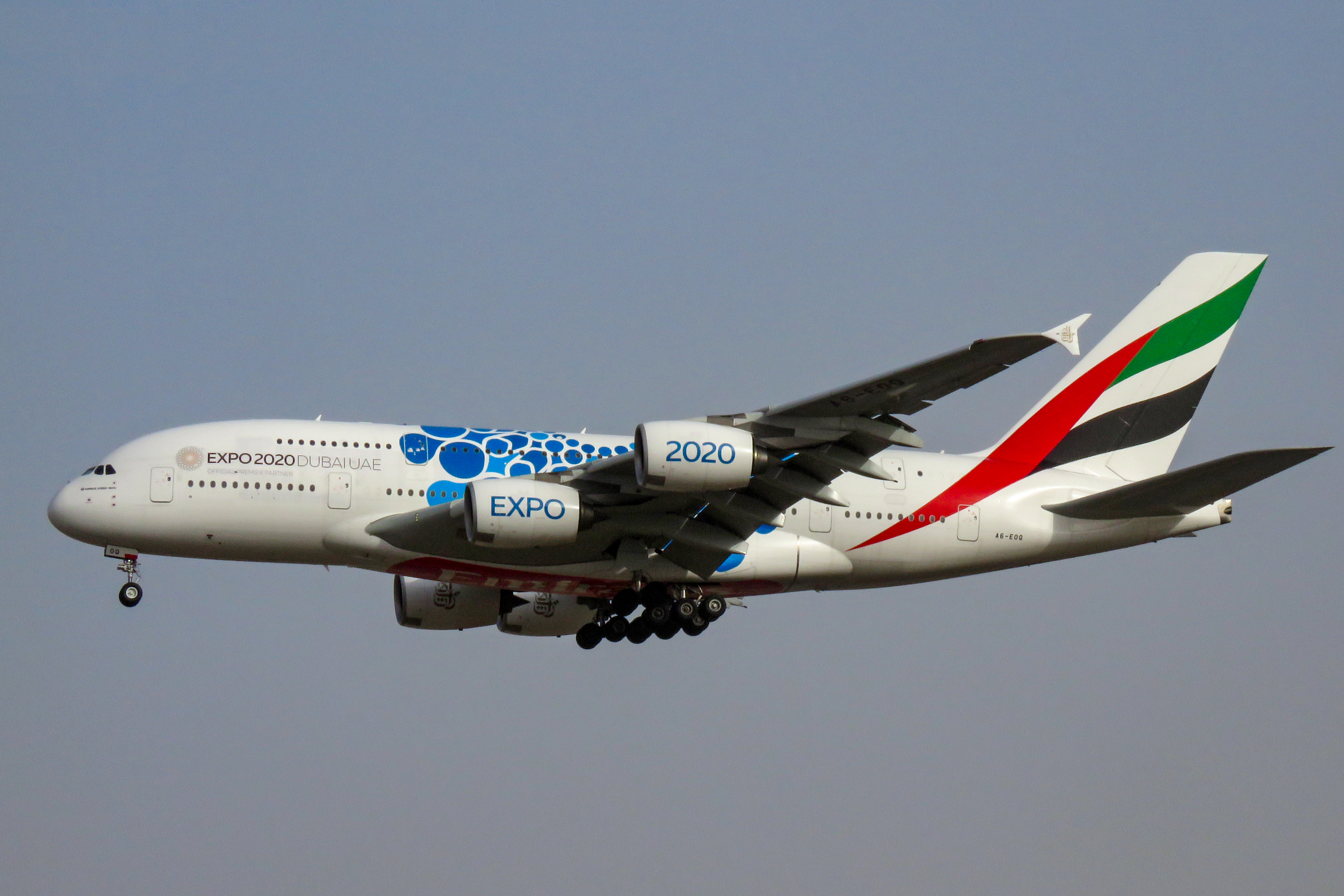
エアバスA380-800（ドバイ国際博覧会「エキスポ2020」特別塗装機）
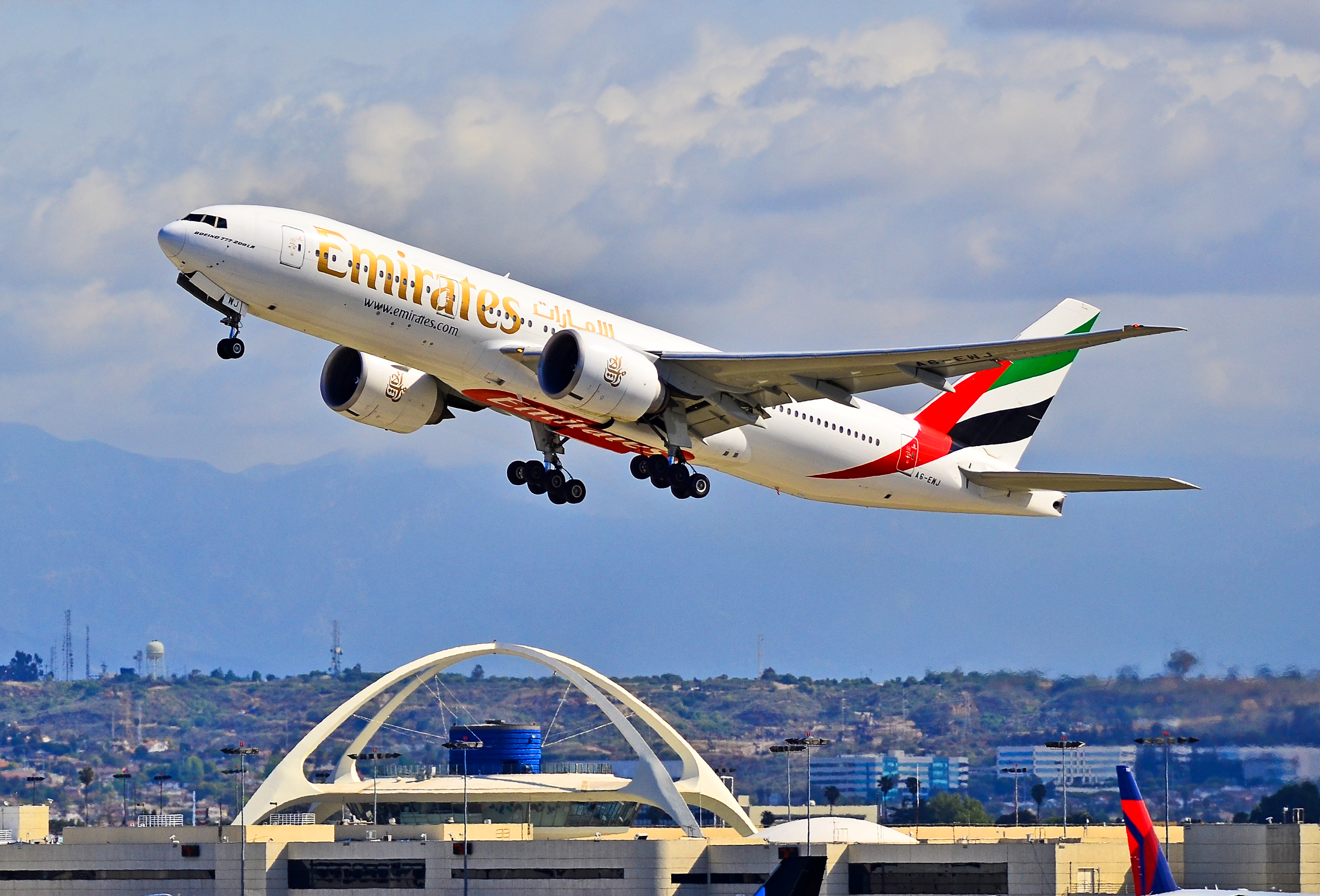
ボーイング777-200LR
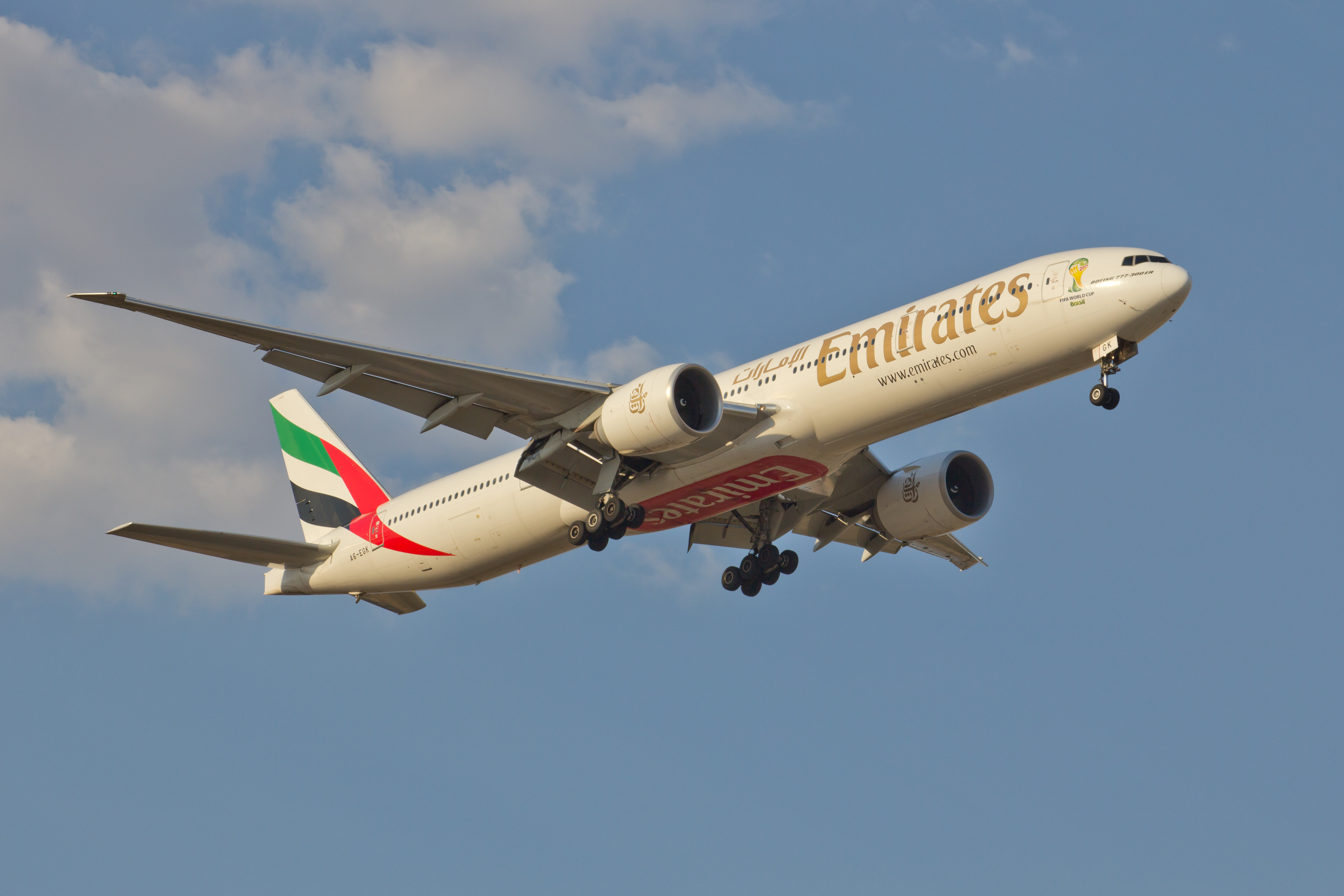
ボーイング777-300ER

### 退役機材
- エアバスA300B4
- エアバスA300-600R
- エアバスA310-300/300F
- エアバスA330-200
- エアバスA340-300/500
- ボーイング727-200
- ボーイング737-300
- ボーイング747-400F
- ボーイング777-200/200ER/300

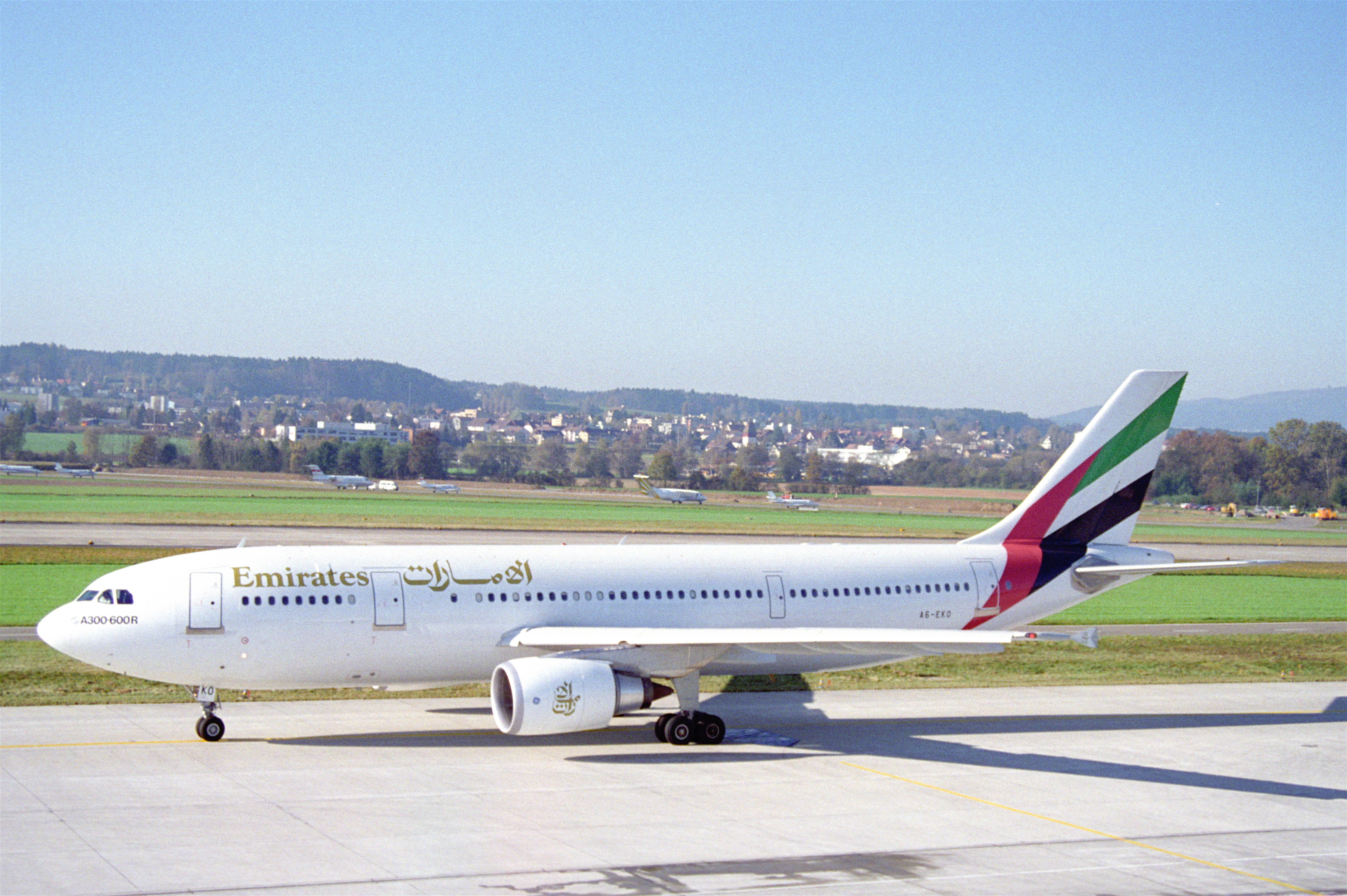
エアバスA300-600R
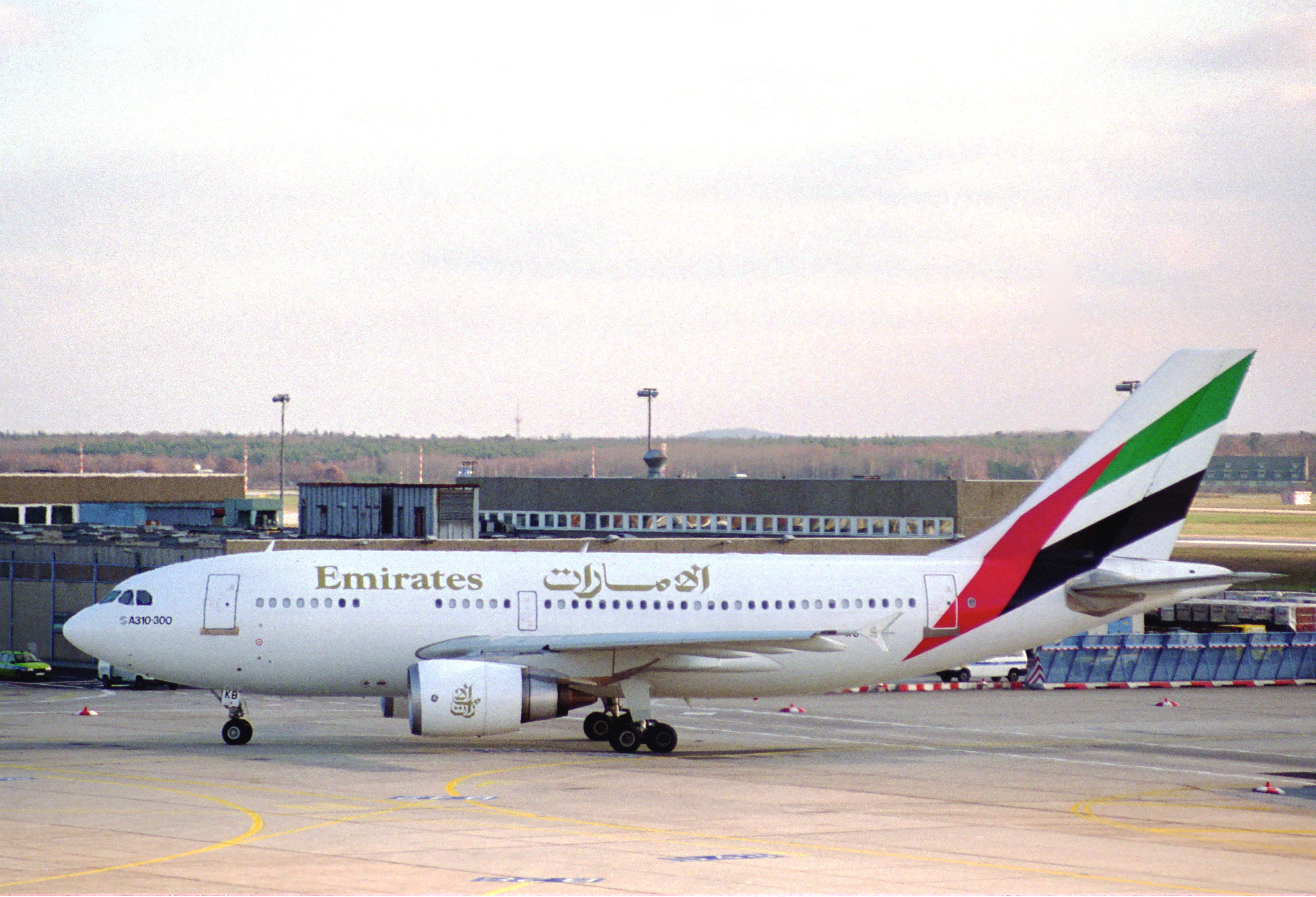
エアバスA310-300
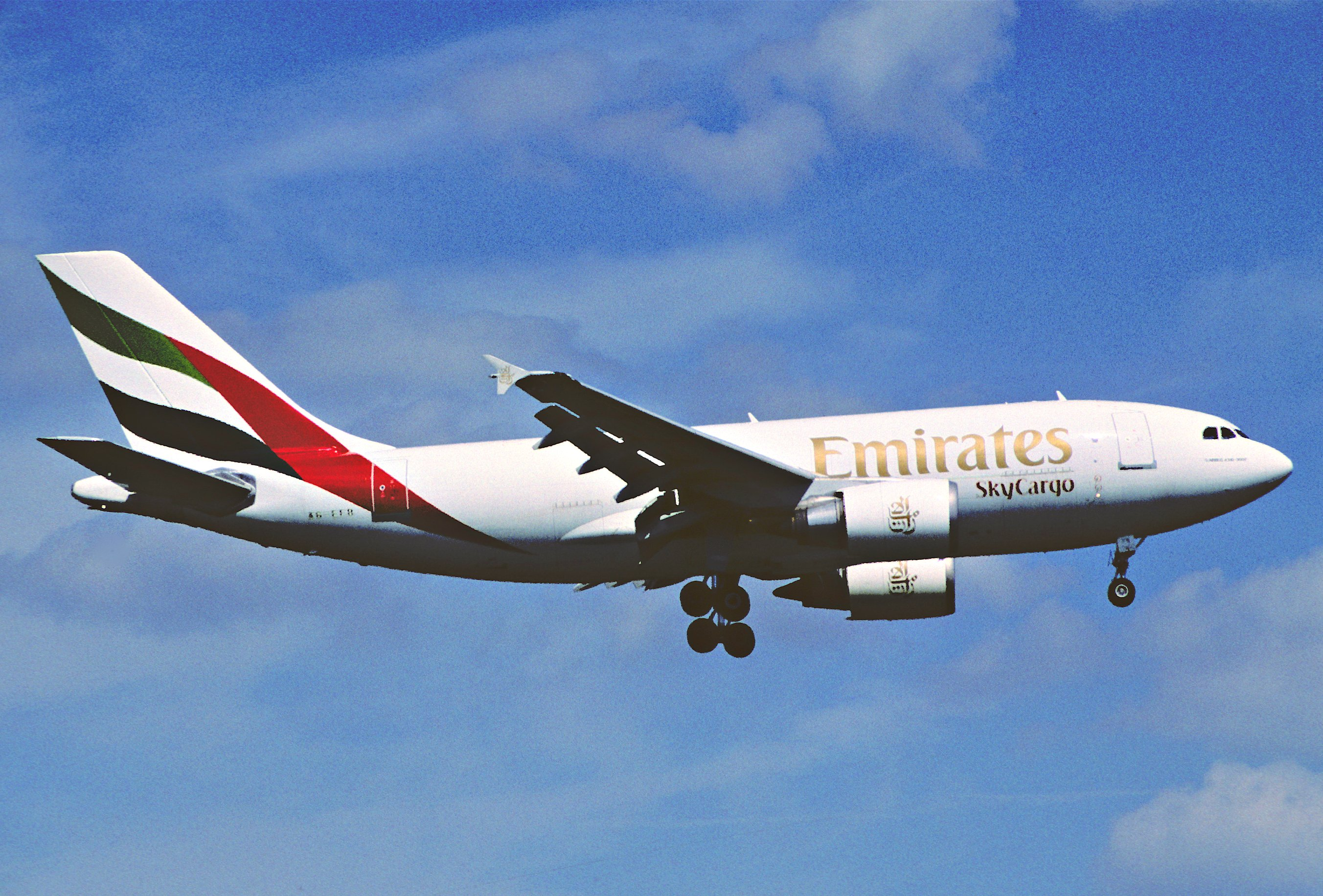
エアバスA310-300F
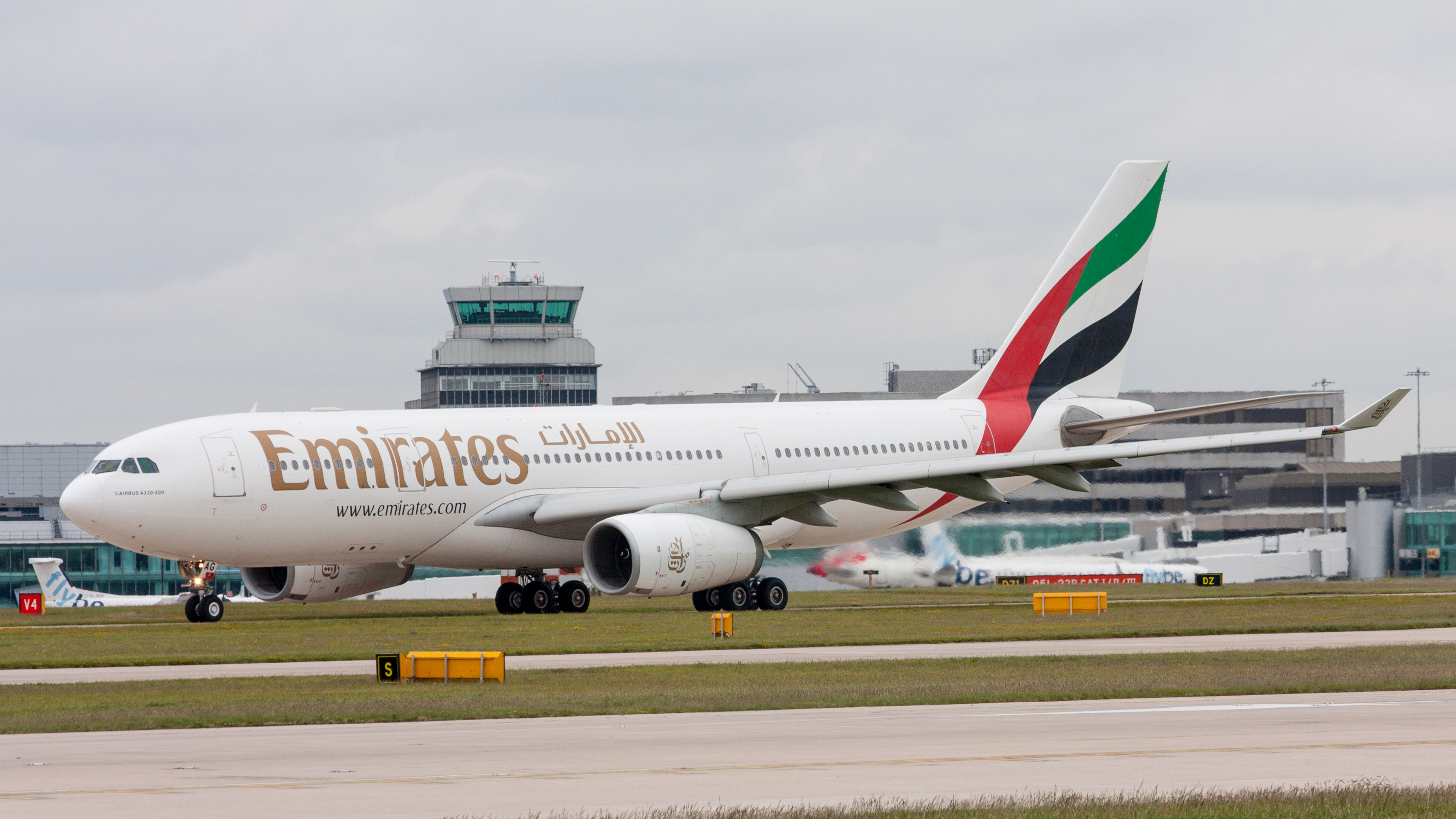
エアバスA330-200
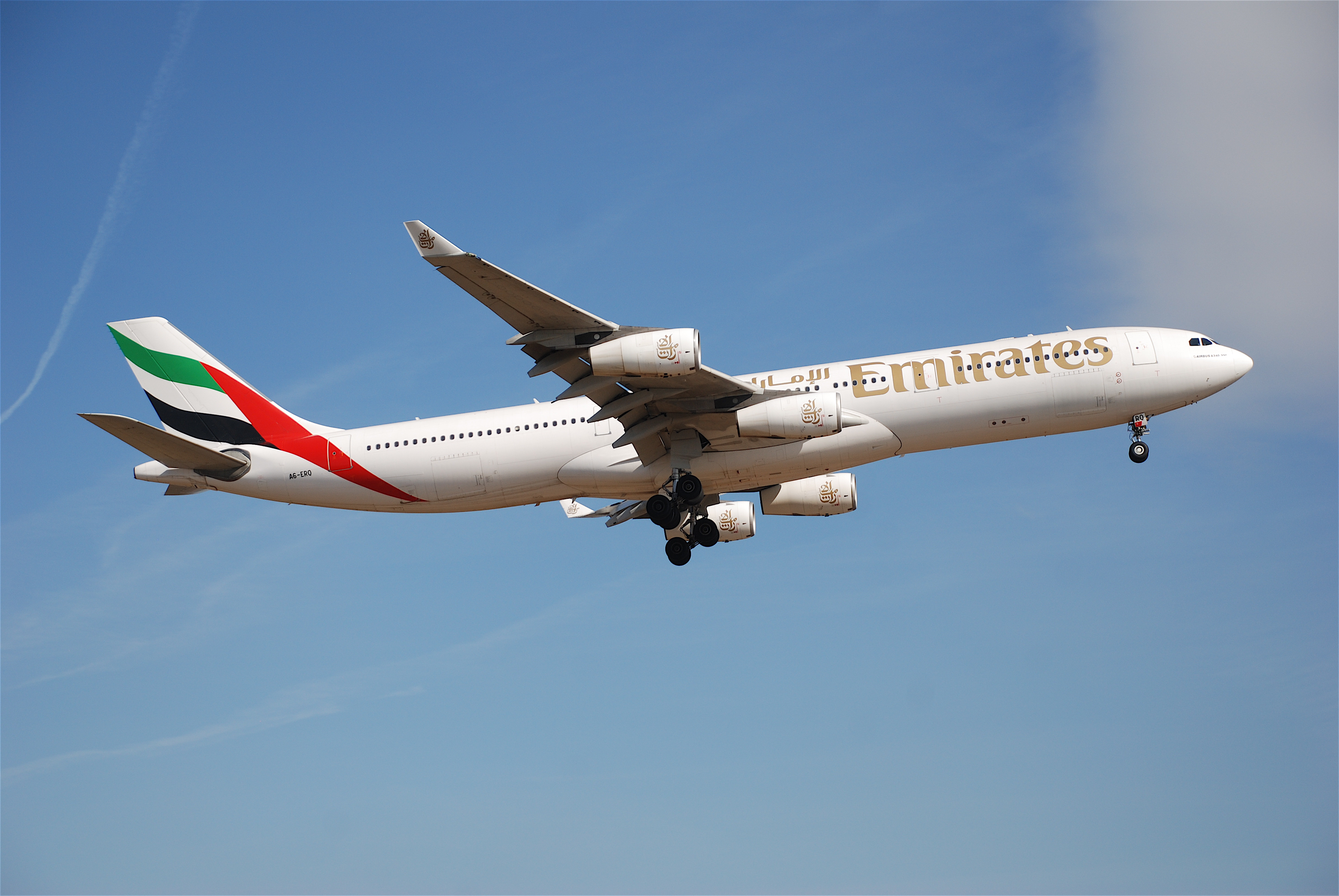
エアバスA340-300
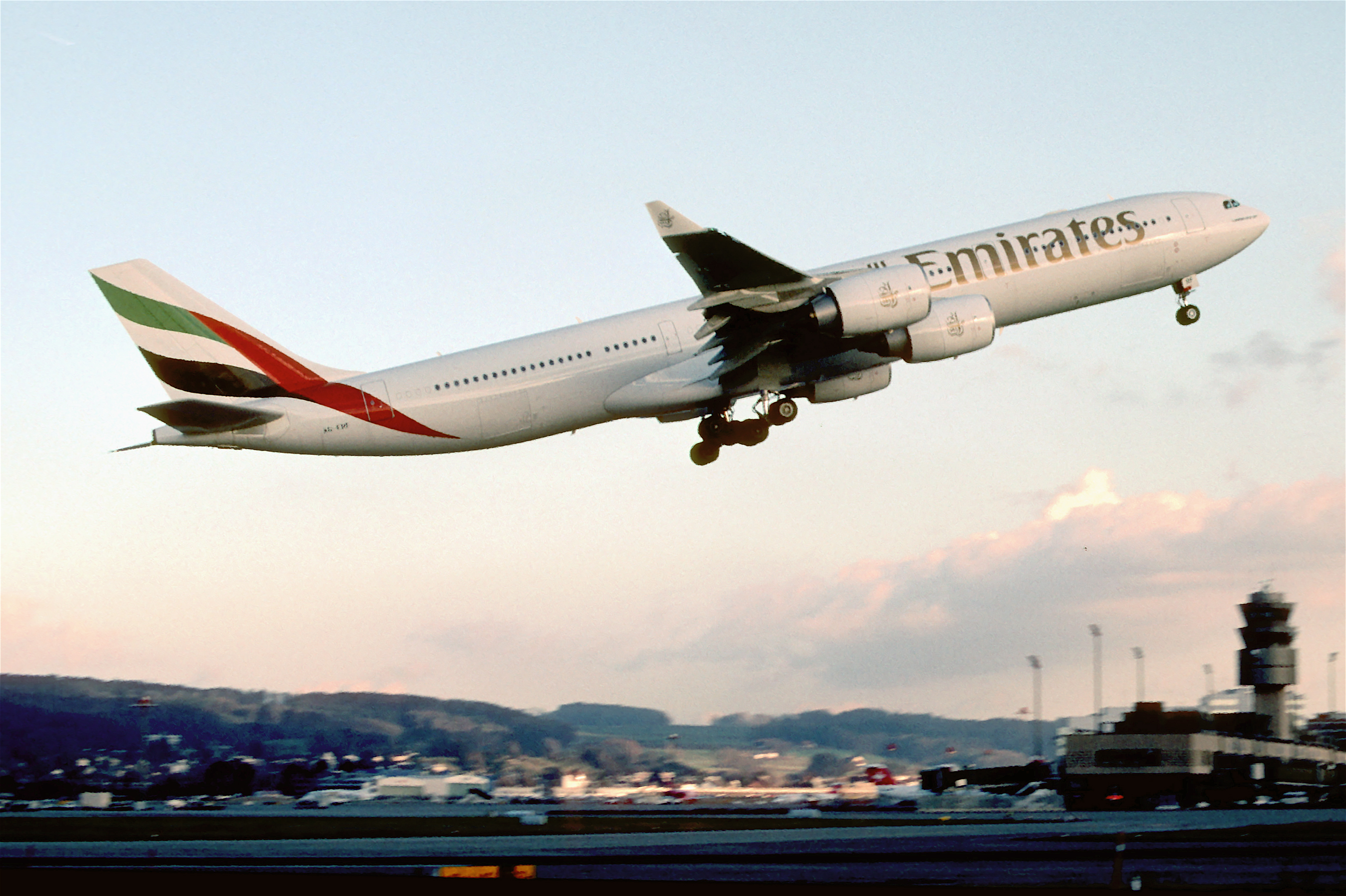
エアバスA340-500
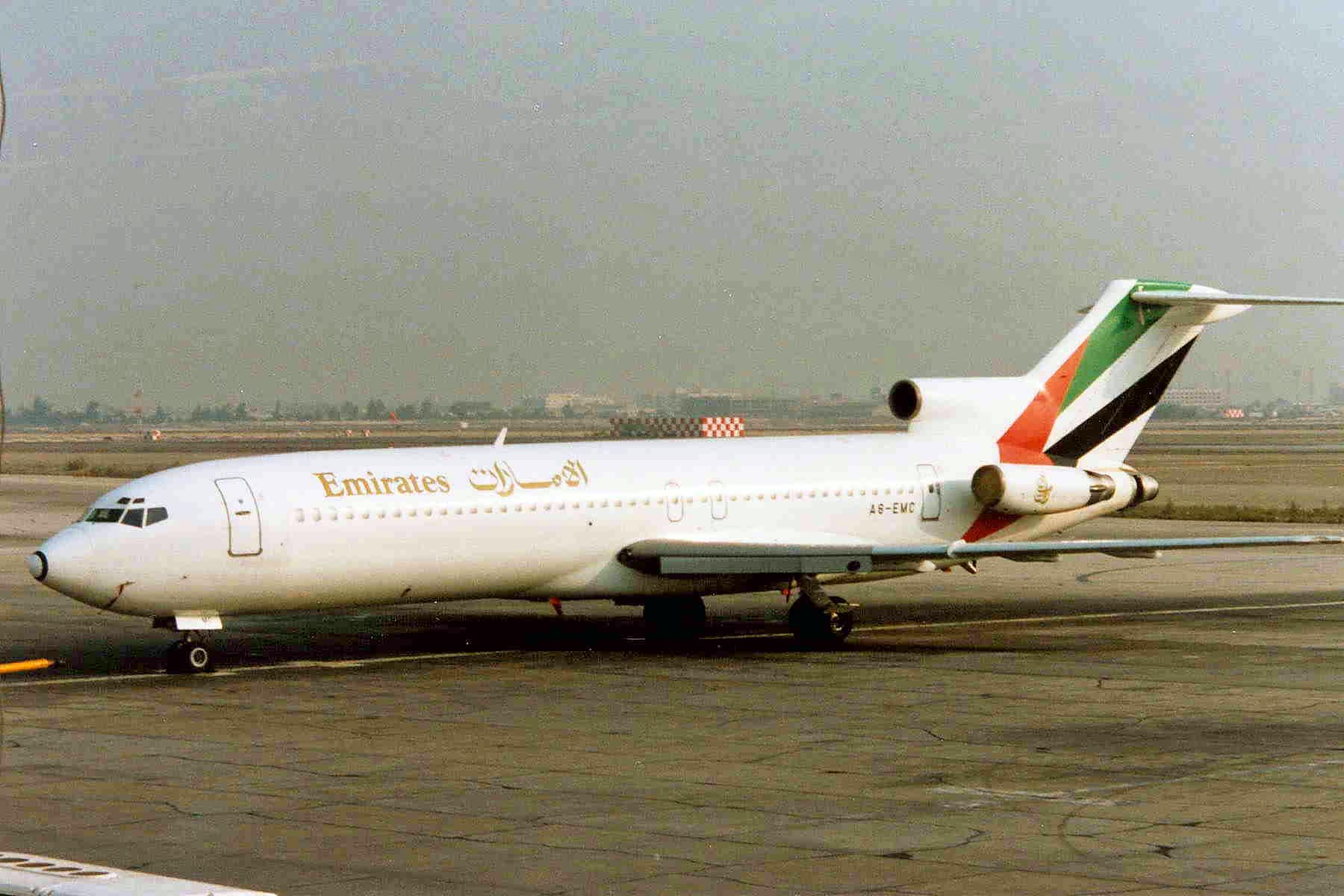
ボーイング727-200
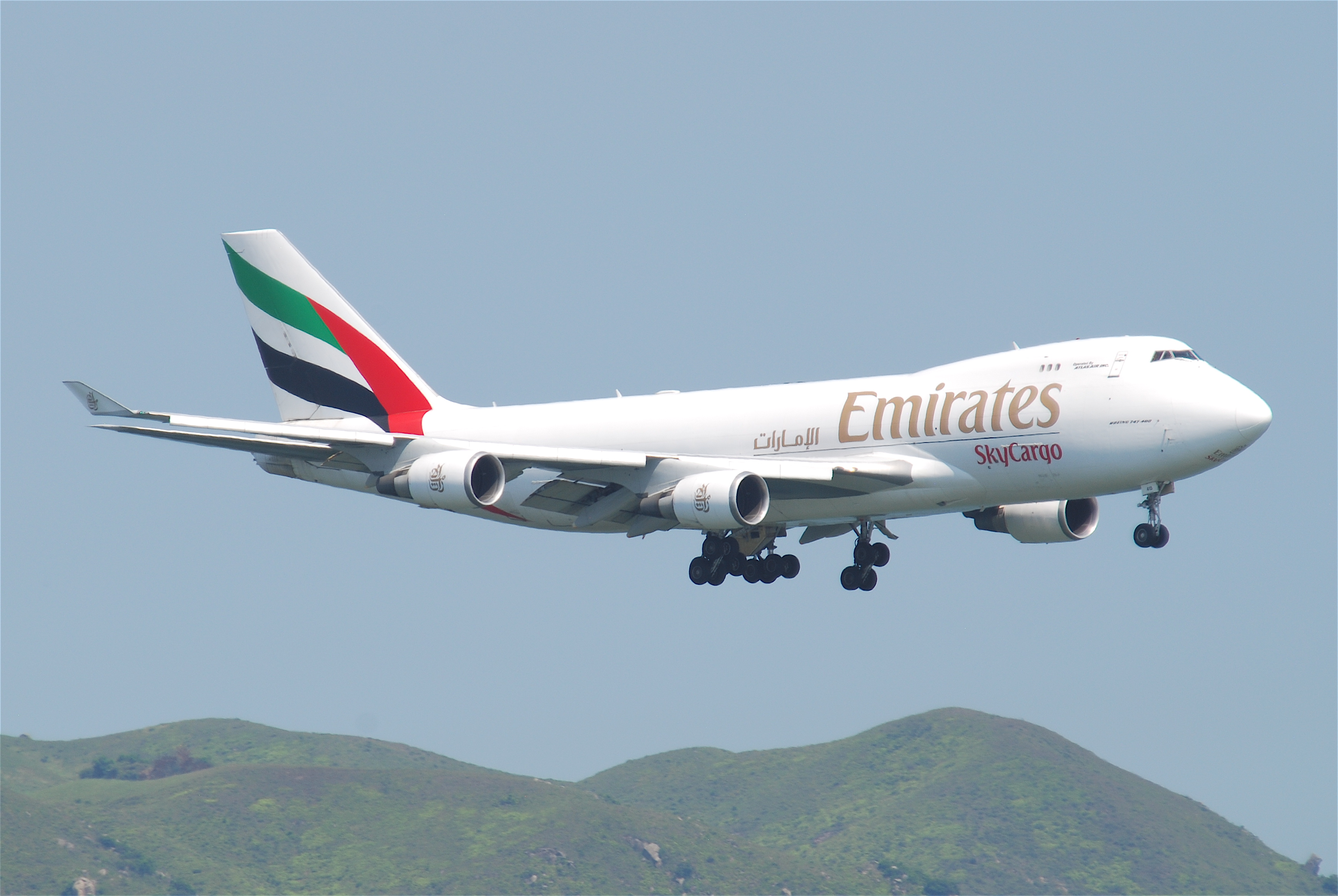
ボーイング747-400F
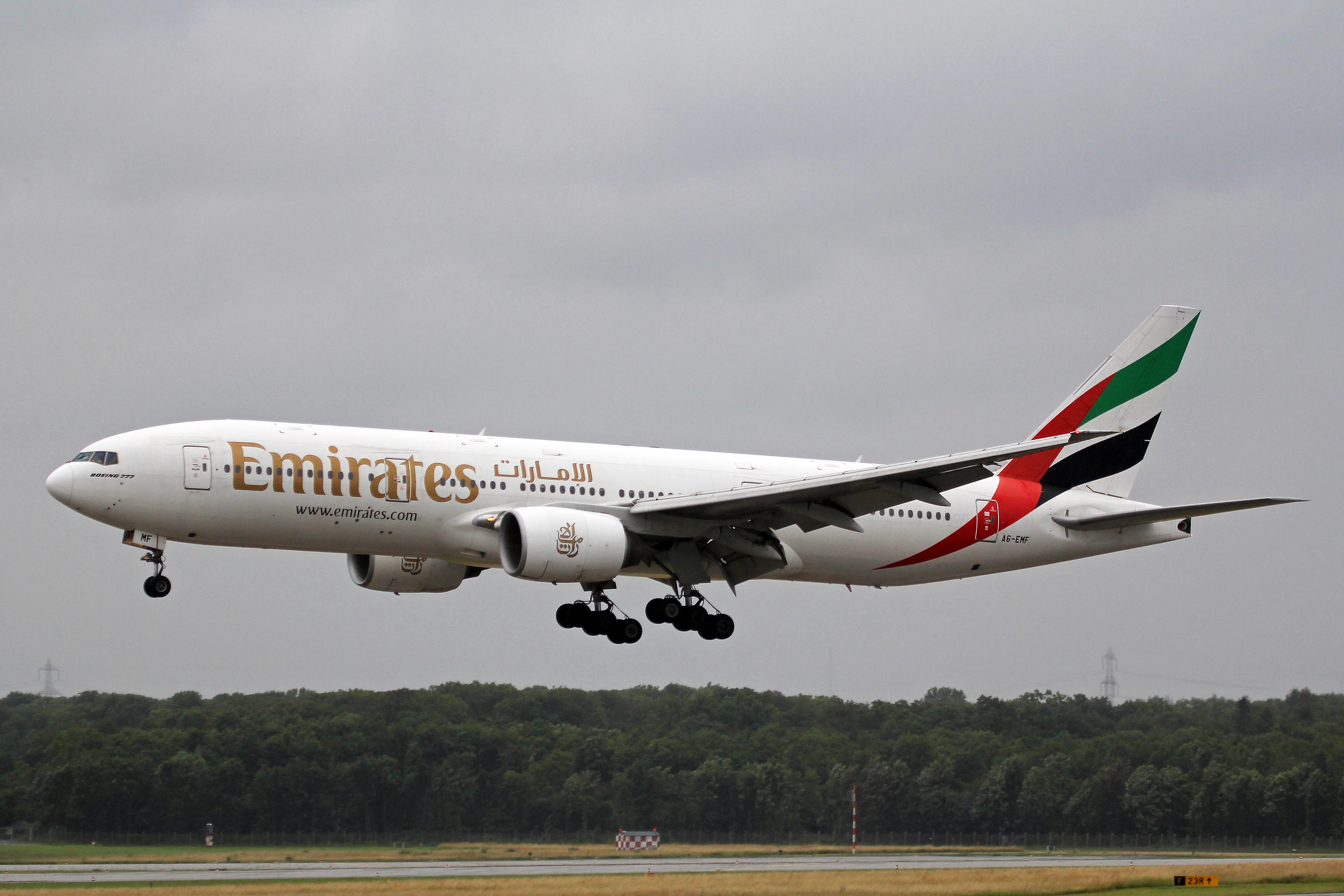
ボーイング777-200
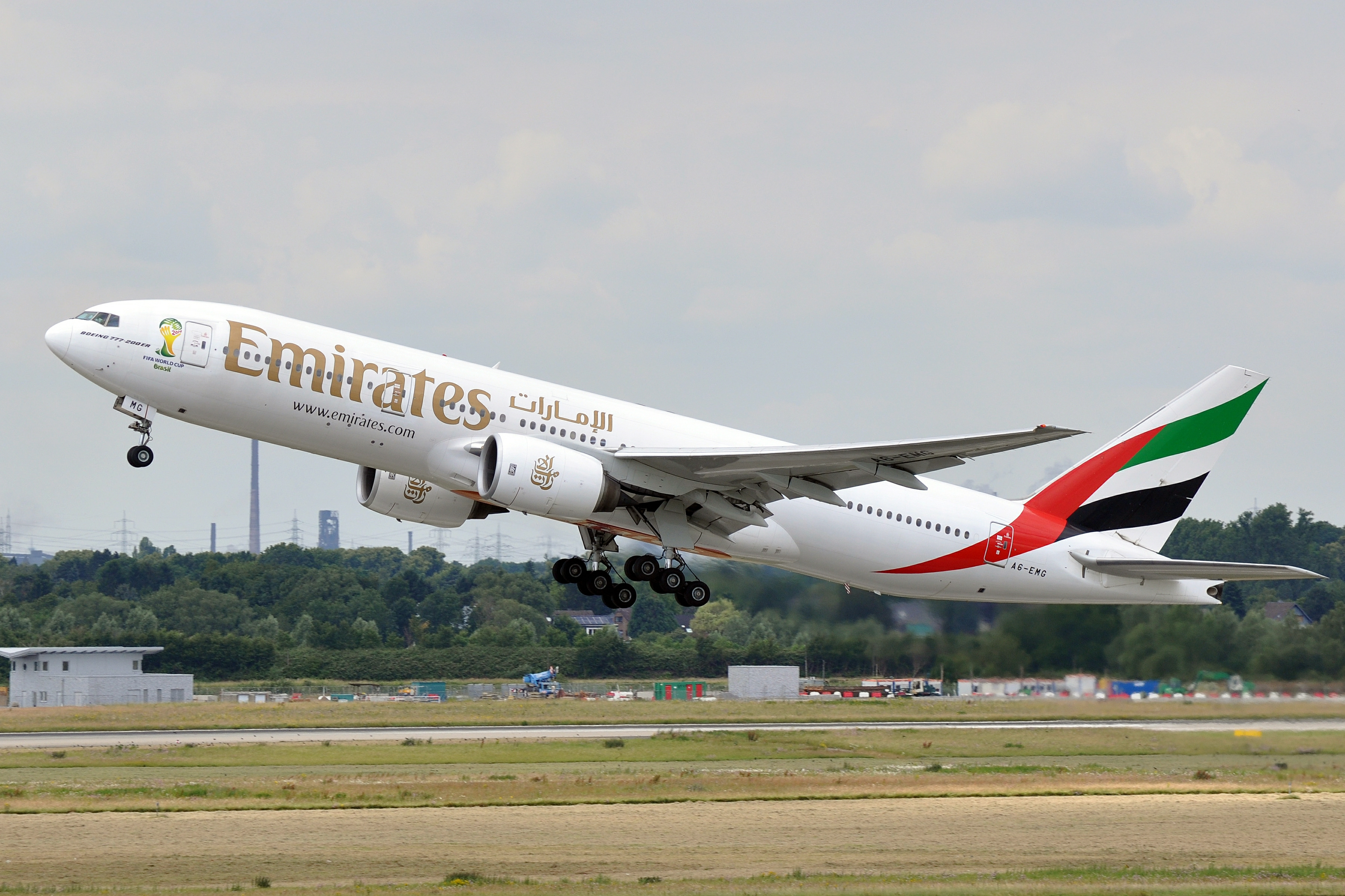
ボーイング777-200ER
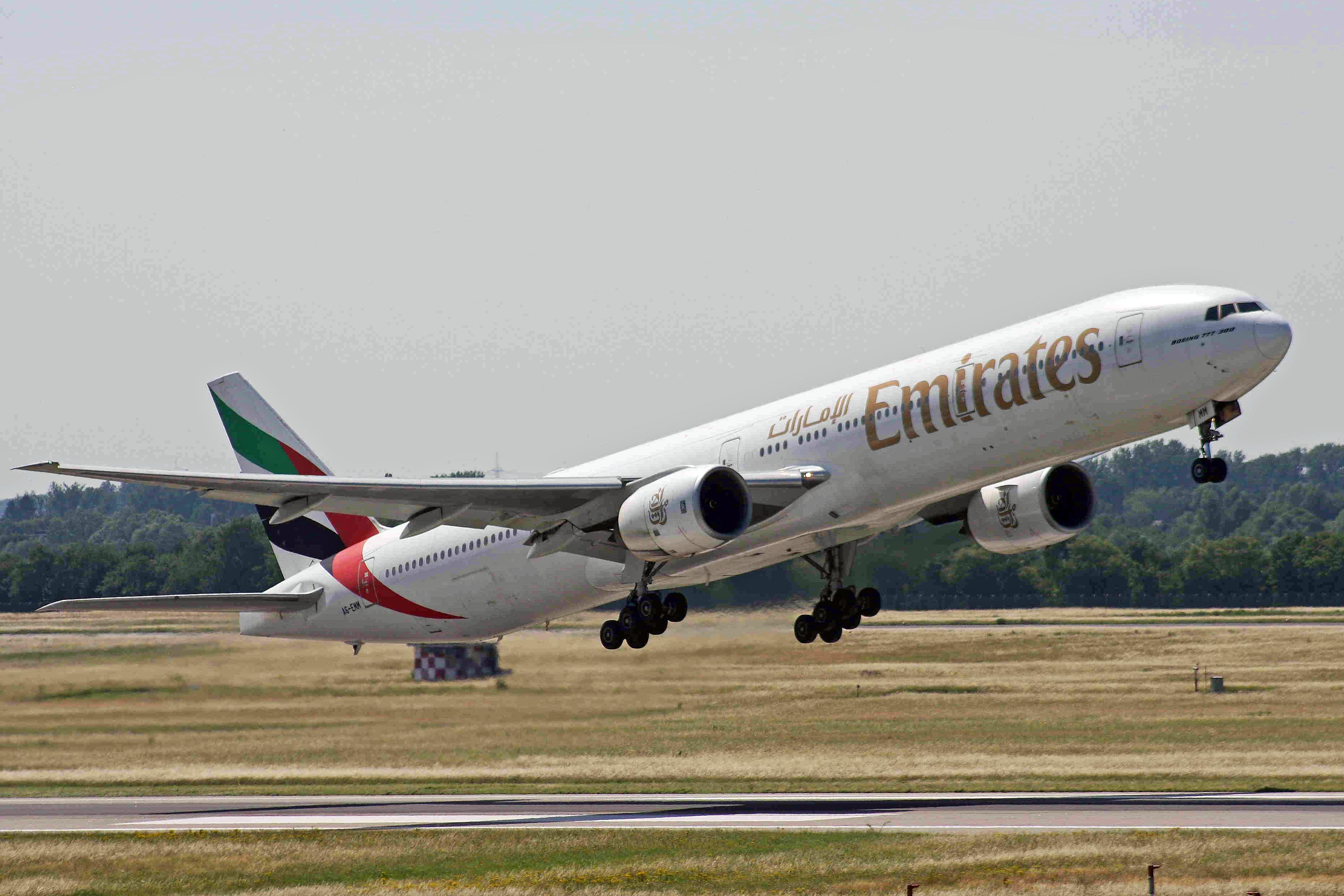
ボーイング777-300

## サービス

### 機内エンターテイメント「ICE」
2003年より、、ICE（Information, Communications, Entertainment）というオンデマンドエンターテインメントシステムを導入している。映画、音楽、ゲームのほか、Eメール送受信やSMSを利用できる。英語、フランス語、ドイツ語、ロシア語、スペイン語、アラビア語、中国語、ヒンディー語、ウルドゥー語、ペルシャ語、韓国語、タミル語、タイ語、オランダ語、スウェーデン語、イタリア語、日本語など、40以上の言語でアクセスできる。
システムは、パナソニック アビオニクス株式会社のシステムをベースにしている。ICEでは、BBCニュースを視聴することができるが、ニュースの自動更新に対応した機内システムは世界初で、ロックウェル・コリンズの現在位置ソフトウェアによって補完されている。また、航空機に設置された外部カメラは、飛行中にIFEシステムを通じて視聴可能である。また、インマルサットの衛星システムを導入し、シンガポール航空とともに高速機内インターネットサービスを導入した最初の航空会社となった。さらに、ICEは、機内メールサーバーを搭載しており、1通あたり1ドルでメールを送受信できるほか、座席間でのチャットにも対応している。2008年3月からは、機内で携帯電話を使用した地上と電話やチャットが可能となった。
ICEシステムは娯楽コンテンツも充実しており600本以上の映画、2000本以上のテレビチャンネル、合計1000時間以上の音楽、100本以上のビデオゲームを搭載している。2003年以降、全クラスでこれらのコンテンツを利用できる。2007年からは、個人のiPodと接続して、iPodに保存されている音楽、テレビ番組、または映画を再生するサービスも提供していたが、iPod が廃止されたため、2010年代後半に廃止された。

### 機内サービス

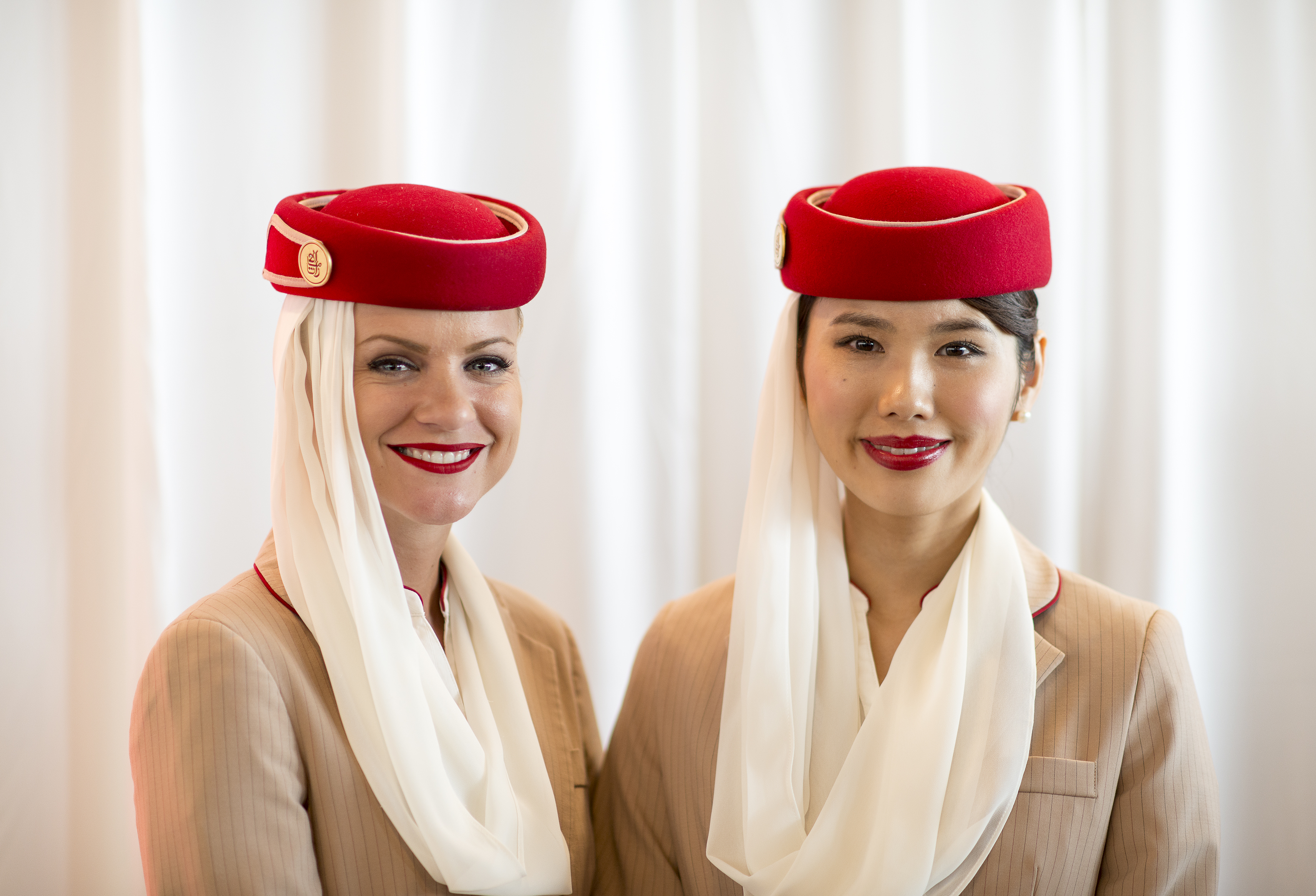
エミレーツ航空の客室乗務員

機内でのサービスに対する評価は非常に高く、業界でも権威あるアメリカのOAG（Official Airline Guide）によるエアライン・オブ・ザ・イヤーなど、数々の賞を受賞している。
機内食は、全てハラールの食材、調理法で作られており、アルコール飲料も提供される。日本路線には和食も提供される。
日本就航以前から日本人客室乗務員を採用しており、日本路線のみならずドバイ発着のヨーロッパ路線やアフリカ路線、アメリカ路線、アジア路線にも乗務している。英語が堪能である必要があり、二ヶ国語以上話すことができる乗務員も多い。現役客室乗務員が働いてみたい人気航空会社で、世界で最も就職するのが難しい難関航空会社の一つである。
ほとんどの運航路線ではOnAir社提供のWifiによるインターネット接続が可能となっている。20MBの通信までは無料で利用でき、それ以上は有料のプランが用意されているが、Emirates Skywards会員は無料で無制限に利用できたり、割引を利用できる。

#### ファーストクラス
ドアが付いている個室型の座席「プライベートスイート」が設置されており、一部のボーイング777-300ERには床から天井まで壁が設置されている完全個室型の座席も用意されている。シートはフルフラット対応シートであり、全長2メートル(79インチ)のベッドに転換できる。
また、「プライベートスイート」には幅23インチ(58cm)、後者の完全個室型座席には幅32インチ(81cm)のモニターが設置されており、前述のICEを利用できる。
さらに、世界最多の100機以上を保有する超大型機エアバスA380には、航空業界としては初の試みとして、機内にファーストクラス利用者用のラウンジバー、ラウンジ、シャワーを備えた2つのバスルームを装備している。

#### ビジネスクラス
ボーイング777-200LR/-300ERのビジネスクラスは、全長1.5メートル(60インチ)の座席が用意され、若干角度の付いた平らなベッドにリクライニングすることが可能である。座席には、マッサージ機能、プライバシーパーティション、6方向に動くヘッドレスト、2つの個別読書灯、座席ごとにオーバーヘッドライトも用意されている。前述のICEも、23インチ(58cm)のHDテレビ画面で利用できる。エアバスA380-800型機のビジネスクラスでは、フルフラット対応のシートが装備され、また、個人用ミニバーも用意されている。

#### プレミアムエコノミークラス
2020年よりエアバスA380に順次導入されている。将来的にはボーイング777にも設置予定。シートのピッチは40インチ(101cm)、リクライニングは8インチ(20cm)、幅は19.5インチ(49cm)の座席。全座席には、33cm(13.3インチ)のスクリーンが装備され、ICEを利用できる。

#### エコノミークラス
エコノミークラスは、エアバスA380では79〜81センチメートル(31〜32インチ)、ボーイング777では86cm(34インチ)のシートピッチで設置されている。調整可能なヘッドレスト、ICE機内エンターテイメントシステム、電源コンセント、充電設備が用意されている。

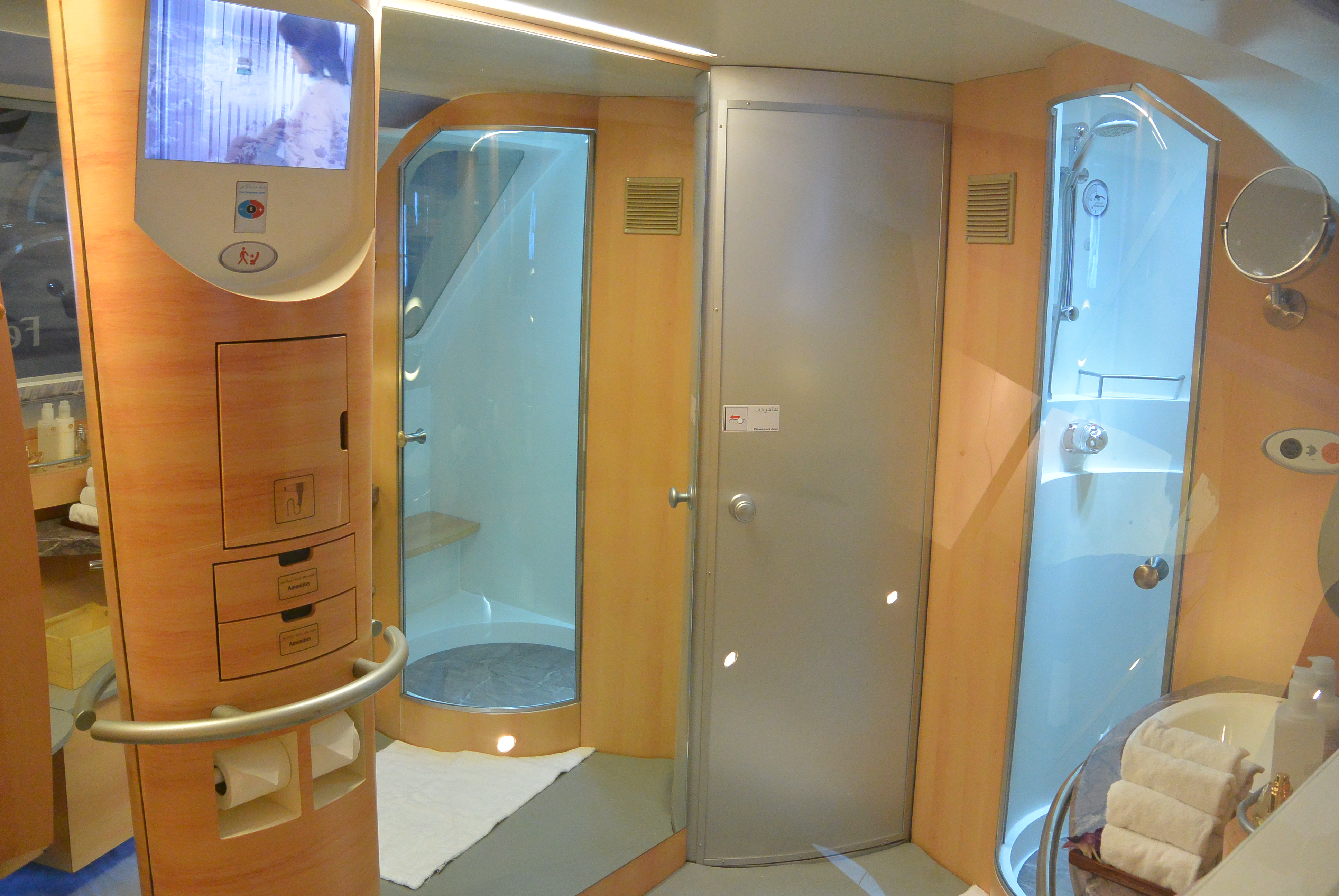
A380の機内に設置されたシャワールーム
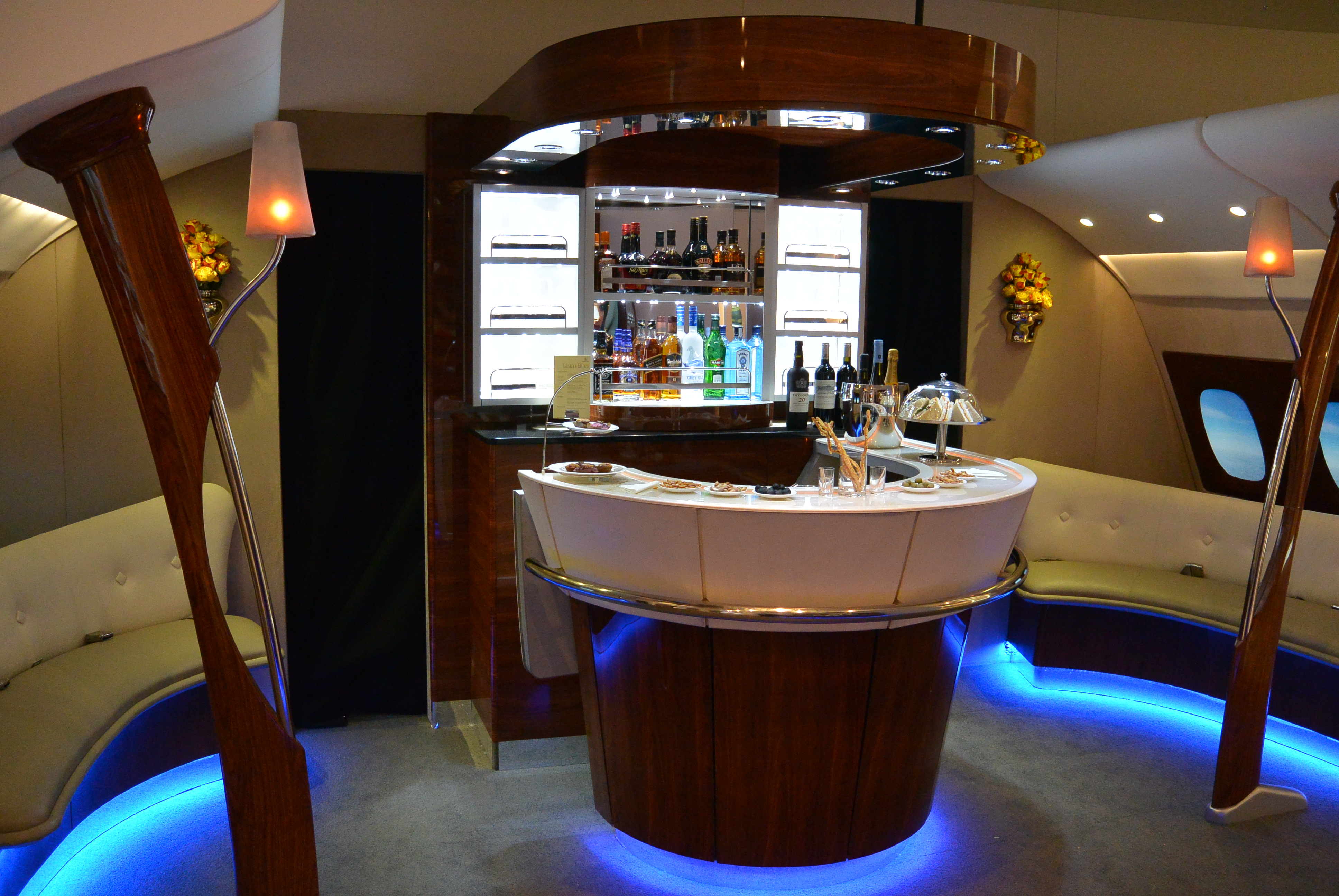
機内にあるラウンジ・バー
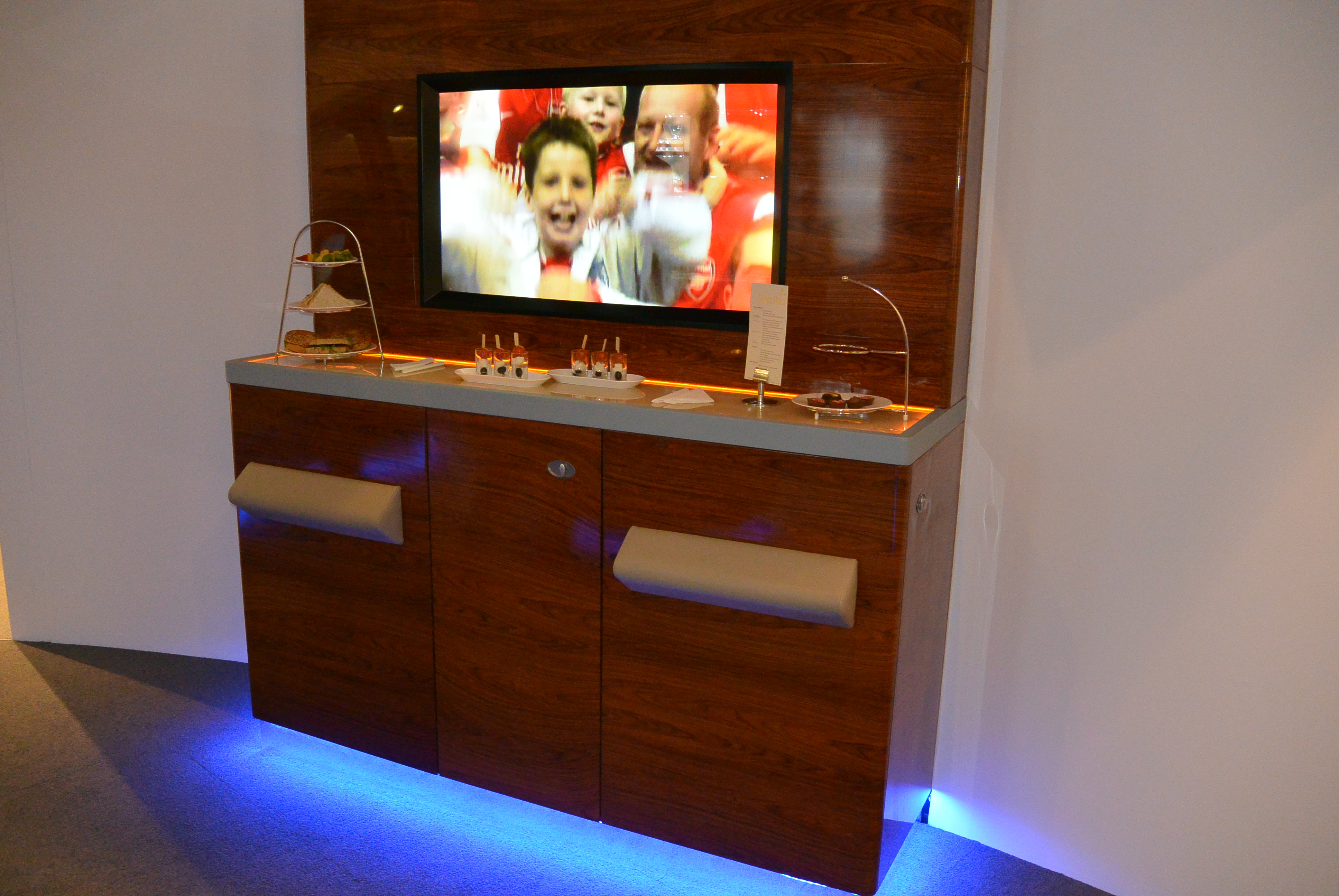
機内のラウンジにあるテレビ
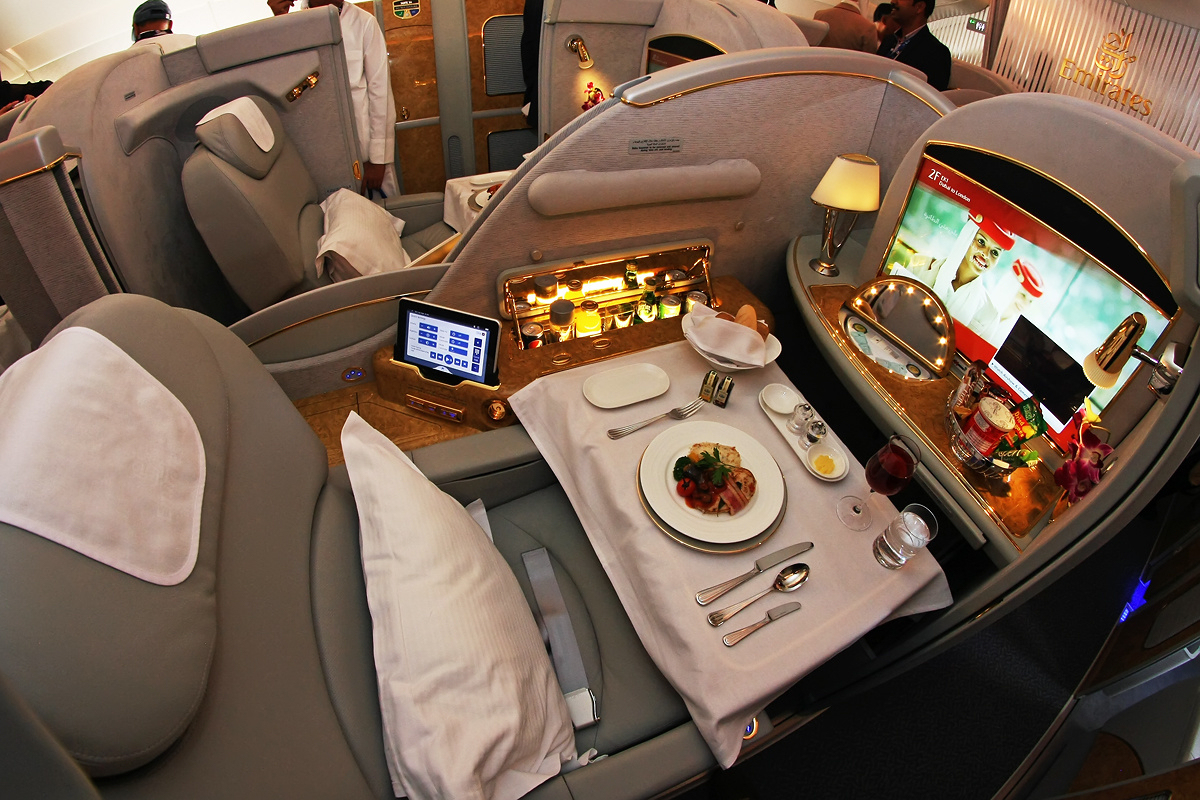
ファーストクラス
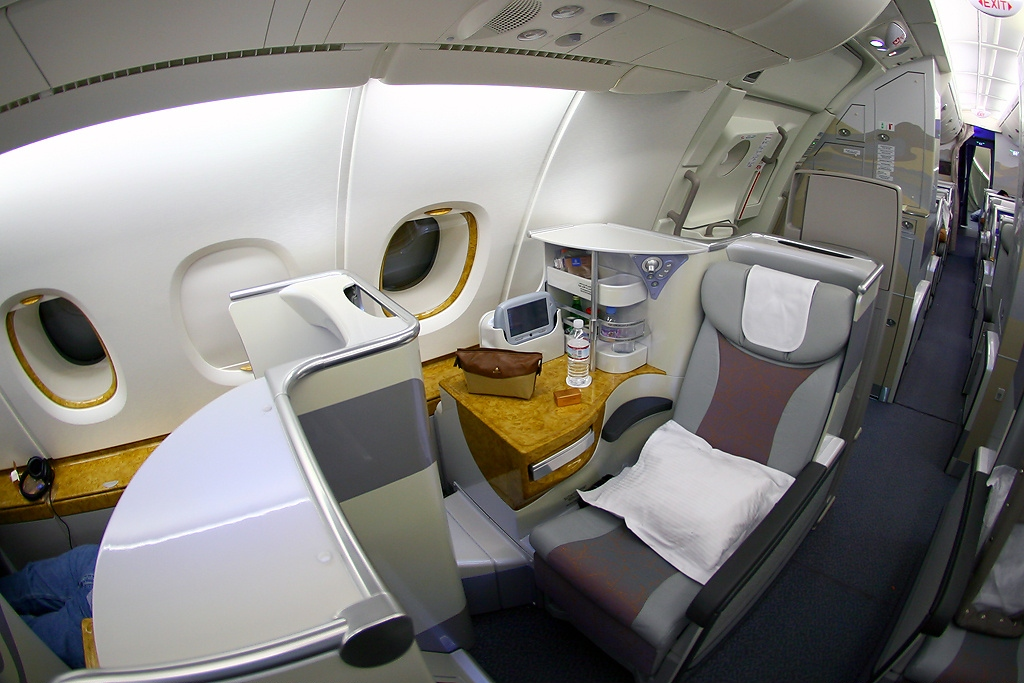
ビジネスクラス
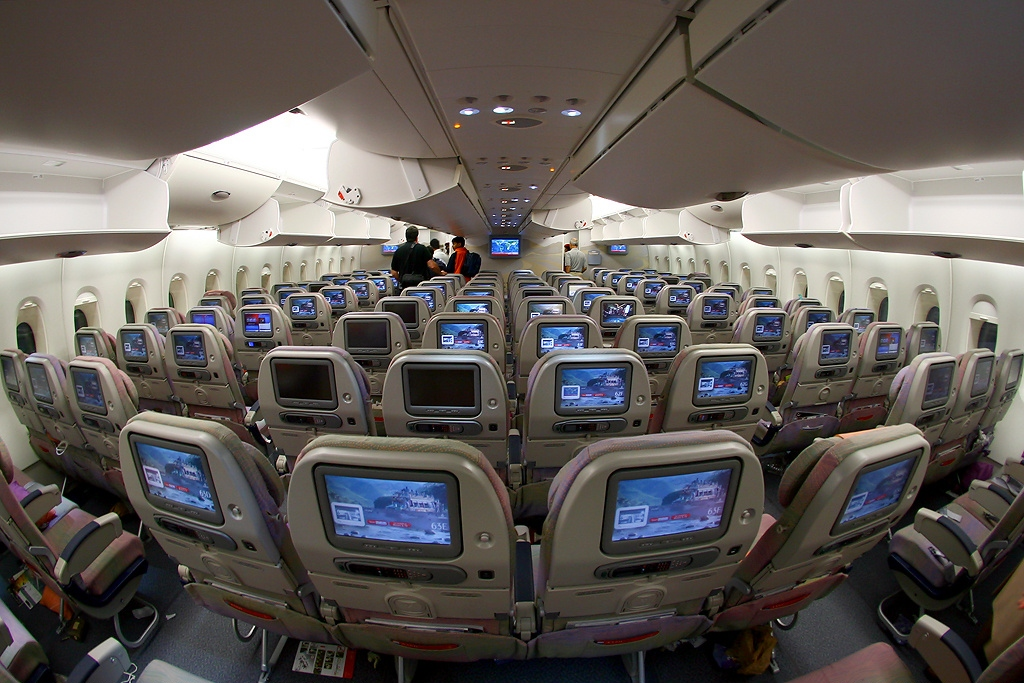
エコノミークラス
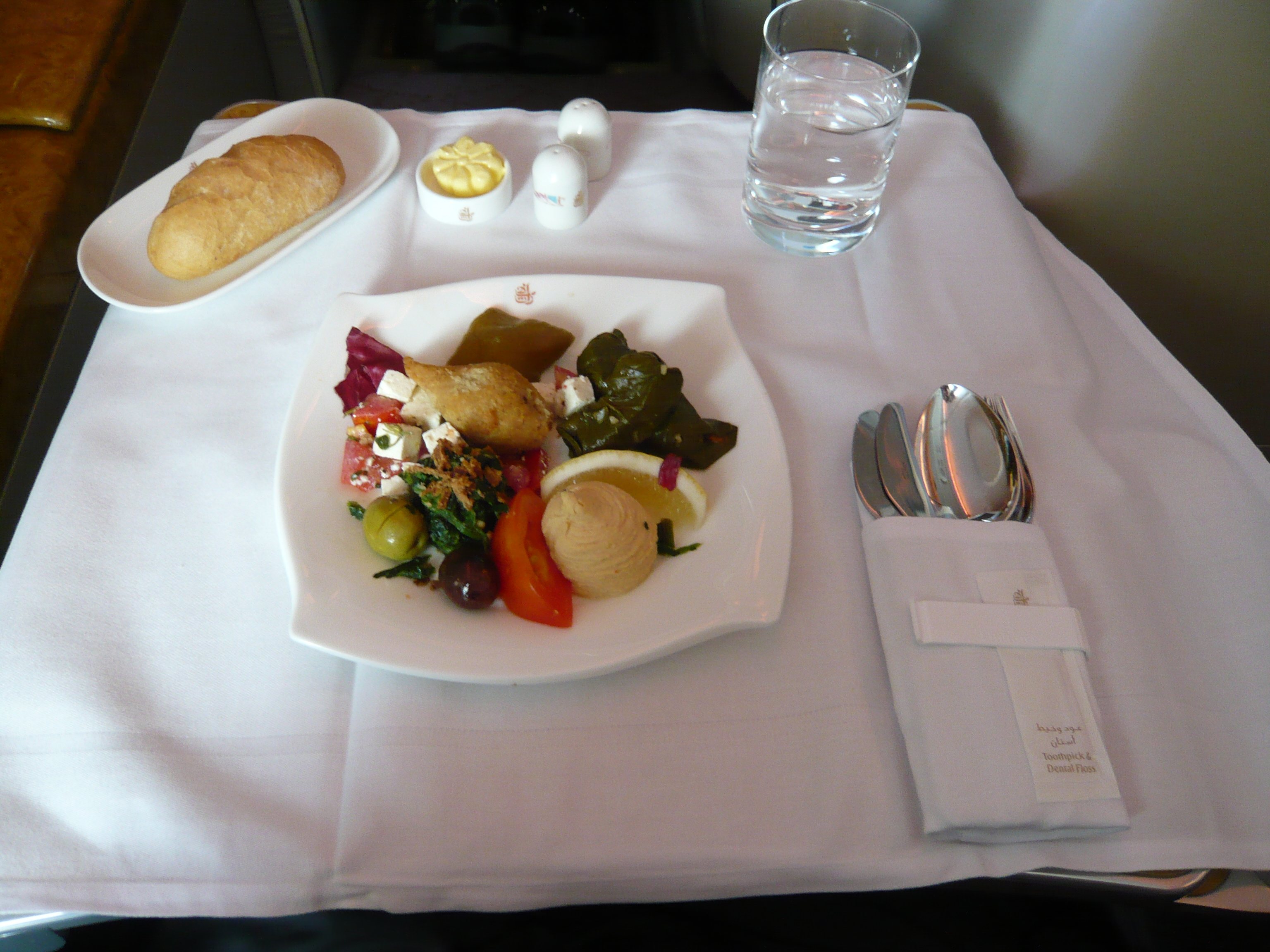
機内食（ビジネスクラス）
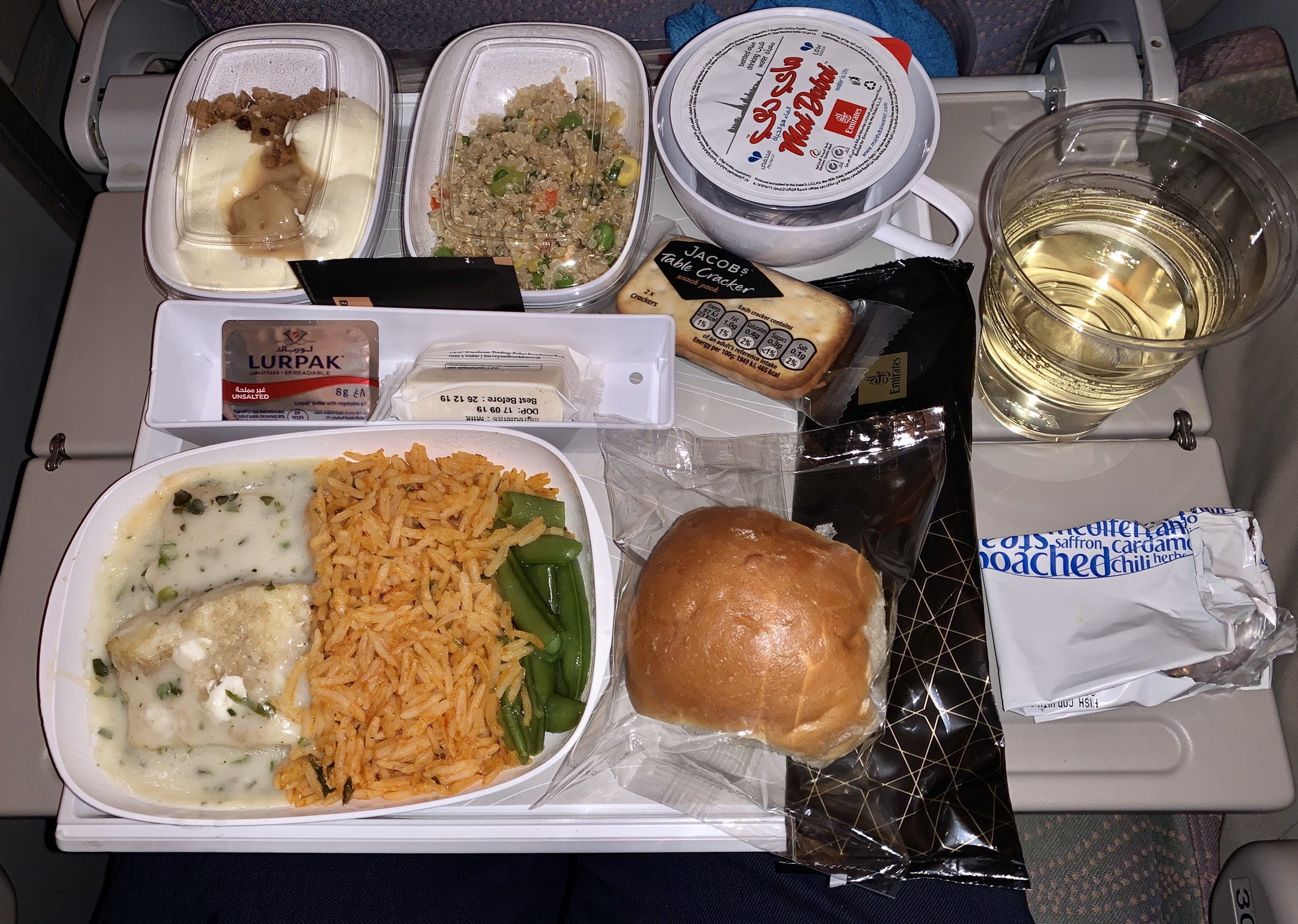
機内食（エコノミークラス）

### 地上サービス
ドバイ国際空港で乗り継ぐ際には、ファーストクラス、ビジネスクラスそれぞれに向けたラウンジがある。 エミレーツ航空専用となっているターミナル3には各コンコースそれぞれ4Fと5Fにある。特にコンコースAではそれぞれのラウンジ専用の搭乗口も設置され、ラウンジから離れることなく機内へ搭乗が可能である。その他にマルハバ・ラウンジという、座席クラスに関係なく利用できる有料ラウンジがある。乗り継ぎ待ち時間が長時間の乗客には、無償でホテルの部屋を提供している。乗り継ぎ時に、ドバイに短期滞在する乗客には、ホテルやツアーを低価格で提供している。

### マイレージ
Emirates Skywardsが独自のマイレージプログラムである。かつてはスリランカ航空と「スカイワーズ」の名称でマイレージサービスを共通化していたが、2008年3月31日をもってスリランカ航空がスカイワーズを離脱し、現在はエミレーツ航空単独のマイレージサービスとなっている。
Emirates Skywardsにはブルー、シルバー、ゴールド、プラチナの4つのティアがあり、一定期間内の搭乗回数や搭乗マイルにてティアが決まる。シルバーからは前述のビジネスクラスラウンジが利用できるなど様々な特典が用意されている。
日本航空、ジェットエアウェイズ、大韓航空、南アフリカ航空、カンタス航空、ジェットスター航空、ジェットブルー航空、イージージェットなどと提携している。

### 受賞歴
- 2001年、2002年、2013年、2016年：スカイトラックス社によるワールド・エアライン・アワード第1位、これはキャセイパシフィック航空、シンガポール航空、カタール航空と並び世界最多の受賞回数である。[41]
- 2003年、2004年：同第2位

## 就航都市
| エミレーツ航空 就航都市 (2019年2月現在) | エミレーツ航空 就航都市 (2019年2月現在) | エミレーツ航空 就航都市 (2019年2月現在)                  | エミレーツ航空 就航都市 (2019年2月現在)                       |
| --------------------------------------- | --------------------------------------- | -------------------------------------------------------- | ------------------------------------------------------------- |
| 国                                      | 都市                                    | 空港                                                     | 備考                                                          |
| アラブ首長国連邦                        |                                         |                                                          |                                                               |
| アラブ首長国連邦                        | ドバイ                                  | ドバイ国際空港                                           | ハブ空港                                                      |
| アジア及び太平洋・オセアニア            |                                         |                                                          |                                                               |
| アフガニスタン                          | カーブル                                | カーブル国際空港                                         |                                                               |
| インド                                  | アフマダーバード                        | アフマダーバード空港                                     |                                                               |
| インド                                  | コーチ                                  | コーチン国際空港                                         |                                                               |
| インド                                  | コルカタ                                | ネータージー・スバース・チャンドラ・ボース国際空港       |                                                               |
| インド                                  | チェンナイ                              | チェンナイ国際空港                                       |                                                               |
| インド                                  | デリー                                  | インディラ・ガンディー国際空港                           |                                                               |
| インド                                  | ティルヴァナンタプラム                  | トリヴァンドラム国際空港                                 |                                                               |
| インド                                  | ハイデラバード                          | ハイデラバード国際空港                                   |                                                               |
| インド                                  | ベンガルール                            | ベンガルール国際空港                                     |                                                               |
| インド                                  | ムンバイ                                | チャットラパティー・シヴァージー国際空港                 |                                                               |
| インドネシア                            | ジャカルタ                              | スカルノ・ハッタ国際空港                                 |                                                               |
| インドネシア                            | デンパサール                            | ングラ・ライ国際空港                                     |                                                               |
| オーストラリア                          | アデレード                              | アデレード空港                                           |                                                               |
| オーストラリア                          | シドニー                                | シドニー国際空港                                         | 一部バンコク経由                                              |
| オーストラリア                          | パース                                  | パース空港                                               |                                                               |
| オーストラリア                          | ブリスベン                              | ブリスベン空港                                           | 一部シンガポール経由                                          |
| オーストラリア                          | メルボルン                              | メルボルン空港                                           | 一部シンガポール経由                                          |
| カンボジア                              | プノンペン                              | プノンペン国際空港                                       | ヤンゴン経由 バンコク経由(2019年6月より)                      |
| カンボジア                              | シェムリアップ                          | シェムリアップ・アンコール国際空港                       | 2025年6月3日より就航予定 バンコク経由                         |
| シンガポール                            | シンガポール                            | シンガポール・チャンギ国際空港                           | 一部コロンボ経由                                              |
| スリランカ                              | コロンボ                                | バンダラナイケ国際空港                                   | 一部マレ経由                                                  |
| セーシェル                              | ヴィクトリア                            | セーシェル国際空港                                       |                                                               |
| タイ                                    | バンコク                                | スワンナプーム国際空港                                   |                                                               |
| タイ                                    | プーケット                              | プーケット国際空港                                       |                                                               |
| ニュージーランド                        | オークランド                            | オークランド国際空港                                     | 一部デンパサール経由                                          |
| ニュージーランド                        | クライストチャーチ                      | クライストチャーチ国際空港                               | シドニー経由                                                  |
| パキスタン                              | イスラマバード                          | イスラマバード国際空港                                   |                                                               |
| パキスタン                              | カラチ                                  | ジンナー国際空港                                         |                                                               |
| パキスタン                              | シアールコート                          | シアールコート国際空港                                   |                                                               |
| パキスタン                              | ペシャーワル                            | ペシャワル国際空港                                       |                                                               |
| パキスタン                              | ラホール                                | ラホール国際空港                                         |                                                               |
| バングラデシュ                          | ダッカ                                  | シャージャラル国際空港                                   |                                                               |
| フィリピン                              | クラーク                                | クラーク国際空港                                         | [ 47 ]                                                        |
| フィリピン                              | マニラ                                  | ニノイ・アキノ国際空港                                   |                                                               |
| ベトナム                                | ハノイ                                  | ハノイ国際空港                                           | [ 48 ]                                                        |
| ベトナム                                | ホーチミンシティ                        | タンソンニャット国際空港                                 |                                                               |
| ベトナム                                | ダナン                                  | ダナン国際空港                                           | 2025年6月3日より就航予定 バンコク経由                         |
| マレーシア                              | クアラルンプール                        | クアラルンプール国際空港                                 |                                                               |
| マレーシア                              | ペナン                                  | ペナン国際空港                                           | シンガポール経由 2020年4月9日より就航予定                     |
| ミャンマー                              | ヤンゴン                                | ヤンゴン国際空港                                         | [ 51 ]                                                        |
| モルディブ                              | マレ                                    | イブラヒム・ナシル国際空港                               |                                                               |
| 中国                                    | 上海                                    | 上海浦東国際空港                                         |                                                               |
| 中国                                    | 北京                                    | 北京首都国際空港                                         |                                                               |
| 中国                                    | 広州                                    | 広州白雲国際空港                                         |                                                               |
| 中国                                    | 深圳                                    | 深圳宝安国際空港                                         | 2025年7月1日より就航予定                                      |
| 中国                                    | 杭州                                    | 杭州蕭山国際空港                                         | 2025年7月30日より就航予定                                     |
| 台湾                                    | 台北                                    | 台湾桃園国際空港                                         | [ 54 ]                                                        |
| 香港                                    | 香港                                    | 香港国際空港                                             | 一部バンコク経由                                              |
| 韓国                                    | ソウル                                  | 仁川国際空港                                             |                                                               |
| 日本                                    | 東京                                    | 東京国際空港                                             |                                                               |
| 日本                                    | 東京                                    | 成田国際空港                                             |                                                               |
| 日本                                    | 大阪                                    | 関西国際空港                                             |                                                               |
| アフリカ                                |                                         |                                                          |                                                               |
| アルジェリア                            | アルジェ                                | ウアリ・ブーメディアン空港                               |                                                               |
| アンゴラ                                | ルアンダ                                | クアトロ・デ・フェベレイロ空港                           |                                                               |
| ウガンダ                                | エンテベ                                | エンテベ国際空港                                         |                                                               |
| エジプト                                | カイロ                                  | カイロ国際空港                                           |                                                               |
| エチオピア                              | アディスアベバ                          | ボレ国際空港                                             |                                                               |
| ガーナ                                  | アクラ                                  | コトカ国際空港                                           |                                                               |
| ギニア                                  | コナクリ                                | コナクリ国際空港                                         | [ 55 ]                                                        |
| ケニア                                  | ナイロビ                                | ジョモ・ケニヤッタ国際空港                               |                                                               |
| コートジボワール                        | アビジャン                              | フェリックス・ウフェ＝ボワニ国際空港                     | アクラ経由                                                    |
| ザンビア                                | ルサカ                                  | ルサカ国際空港                                           |                                                               |
| ジンバブエ                              | ハラレ                                  | ハラレ国際空港                                           | ルサカ経由                                                    |
| スーダン                                | ハルツーム                              | ハルツーム国際空港                                       |                                                               |
| セネガル                                | ダカール                                | ブレーズ・ジャーニュ国際空港                             |                                                               |
| タンザニア                              | ダルエスサラーム                        | ダルエスサラーム国際空港                                 |                                                               |
| チュニジア                              | チュニス                                | カルタゴ国際空港                                         |                                                               |
| ナイジェリア                            | アブジャ                                | ンナムディ・アジキウェ国際空港                           |                                                               |
| ナイジェリア                            | ラゴス                                  | ムルタラ・モハンマド国際空港                             |                                                               |
| モーリシャス                            | ポートルイス                            | サー・シウサガル・ラングーラム国際空港                   |                                                               |
| モロッコ                                | カサブランカ                            | ムハンマド5世国際空港                                    |                                                               |
| 南アフリカ共和国                        | ケープタウン                            | ケープタウン国際空港                                     |                                                               |
| 南アフリカ共和国                        | ダーバン                                | キング・シャカ国際空港                                   |                                                               |
| 南アフリカ共和国                        | ヨハネスブルグ                          | O・R・タンボ国際空港                                     |                                                               |
| ヨーロッパ                              |                                         |                                                          |                                                               |
| アイルランド                            | ダブリン                                | ダブリン空港                                             |                                                               |
| イタリア                                | ヴェネツィア                            | ヴェネツィア・テッセラ空港                               |                                                               |
| イタリア                                | ボローニャ                              | ボローニャ空港                                           |                                                               |
| イタリア                                | ミラノ                                  | ミラノ・マルペンサ空港                                   |                                                               |
| イタリア                                | ローマ                                  | フィウミチーノ空港                                       |                                                               |
| オーストリア                            | ウィーン                                | ウィーン国際空港                                         |                                                               |
| オランダ                                | アムステルダム                          | アムステルダム・スキポール空港                           |                                                               |
| キプロス                                | ラルナカ                                | ラルナカ国際空港                                         |                                                               |
| ギリシャ                                | アテネ                                  | アテネ国際空港                                           |                                                               |
| クロアチア                              | ザグレブ                                | ザグレブ国際空港                                         | [ 56 ]                                                        |
| スイス                                  | ジュネーヴ                              | ジュネーヴ空港                                           |                                                               |
| スイス                                  | チューリッヒ                            | チューリッヒ空港                                         |                                                               |
| スウェーデン                            | ストックホルム                          | ストックホルム・アーランダ空港                           |                                                               |
| スペイン                                | バルセロナ                              | バルセロナ＝エル・プラット空港                           |                                                               |
| スペイン                                | マドリード                              | アドルフォ・スアレス・マドリード＝バラハス空港           |                                                               |
| チェコ                                  | プラハ                                  | ヴァーツラフ・ハヴェル・プラハ国際空港                   |                                                               |
| デンマーク                              | コペンハーゲン                          | コペンハーゲン空港                                       |                                                               |
| ドイツ                                  | デュッセルドルフ                        | デュッセルドルフ空港                                     |                                                               |
| ドイツ                                  | ハンブルク                              | ハンブルク空港                                           |                                                               |
| ドイツ                                  | フランクフルト                          | フランクフルト空港                                       |                                                               |
| ドイツ                                  | ミュンヘン                              | ミュンヘン空港                                           |                                                               |
| トルコ                                  | イスタンブール                          | アタテュルク国際空港                                     |                                                               |
| トルコ                                  | イスタンブール                          | サビハ・ギョクチェン国際空港                             | [ 57 ]                                                        |
| ノルウェー                              | オスロ                                  | オスロ空港                                               |                                                               |
| ハンガリー                              | ブダペスト                              | リスト・フェレンツ国際空港                               |                                                               |
| フランス                                | ニース                                  | コート・ダジュール空港                                   |                                                               |
| フランス                                | パリ                                    | パリ＝シャルル・ド・ゴール空港                           |                                                               |
| フランス                                | リヨン                                  | リヨン・サン＝テグジュペリ国際空港                       |                                                               |
| ベルギー                                | ブリュッセル                            | ブリュッセル空港                                         |                                                               |
| ポーランド                              | ワルシャワ                              | ワルシャワ・ショパン空港                                 |                                                               |
| ポルトガル                              | リスボン                                | ポルテラ空港                                             |                                                               |
| ポルトガル                              | ポルト                                  | フランシスコ・サ・カルネイロ空港                         | [ 58 ]                                                        |
| マルタ                                  | マルタ                                  | マルタ国際空港                                           |                                                               |
| ロシア                                  | サンクトペテルブルク                    | プルコヴォ空港                                           |                                                               |
| ロシア                                  | モスクワ                                | ドモジェドヴォ空港                                       |                                                               |
| イギリス                                | エディンバラ                            | エディンバラ空港                                         | [ 59 ]                                                        |
| イギリス                                | グラスゴー                              | グラスゴー国際空港                                       |                                                               |
| イギリス                                | ニューカッスル                          | ニューカッスル国際空港                                   |                                                               |
| イギリス                                | バーミンガム                            | バーミンガム国際空港                                     |                                                               |
| イギリス                                | マンチェスター                          | マンチェスター国際空港                                   |                                                               |
| イギリス                                | ロンドン                                | ロンドン・ヒースロー空港                                 |                                                               |
| イギリス                                | ロンドン                                | ロンドン・ガトウィック空港                               |                                                               |
| イギリス                                | ロンドン                                | ロンドン・スタンステッド空港                             | [ 60 ]                                                        |
| 中東                                    |                                         |                                                          |                                                               |
| イラク                                  | バグダード                              | バグダッド国際空港                                       |                                                               |
| イラク                                  | バスラ                                  | バスラ国際空港                                           |                                                               |
| イラン                                  | テヘラン                                | エマーム・ホメイニー国際空港                             |                                                               |
| オマーン                                | マスカット                              | マスカット国際空港                                       |                                                               |
| カタール                                | ドーハ                                  | ハマド国際空港                                           |                                                               |
| クウェート                              | クウェート                              | クウェート国際空港                                       |                                                               |
| サウジアラビア                          | ジッダ                                  | キング・アブドゥルアズィーズ国際空港                     |                                                               |
| サウジアラビア                          | ダンマーム                              | キング・ファハド国際空港                                 |                                                               |
| サウジアラビア                          | メディナ                                | プリンス・モハンマド・ビン・アブドゥルアズィーズ国際空港 |                                                               |
| サウジアラビア                          | リヤド                                  | キング・ハーリド国際空港                                 |                                                               |
| バーレーン                              | マナーマ                                | バーレーン国際空港                                       |                                                               |
| ヨルダン                                | アンマン                                | クィーンアリア国際空港                                   |                                                               |
| レバノン                                | ベイルート                              | ベイルート国際空港                                       |                                                               |
| 北アメリカ及び南アメリカ                |                                         |                                                          |                                                               |
| アルゼンチン                            | ブエノスアイレス                        | ブエノスアイレス国際空港                                 | リオデジャネイロ経由                                          |
| カナダ                                  | トロント                                | トロント・ピアソン国際空港                               |                                                               |
| チリ                                    | サンティアゴ・デ・チレ                  | アルトゥーロ・メリノ・ベニテス国際空港                   | サンパウロ経由                                                |
| ブラジル                                | サンパウロ                              | グアルーリョス国際空港                                   |                                                               |
| ブラジル                                | リオデジャネイロ                        | リオデジャネイロ国際空港                                 |                                                               |
| メキシコ                                | メキシコシティ                          | メキシコシティ国際空港                                   | バルセロナ経由                                                |
| アメリカ合衆国                          | オーランド                              | オーランド国際空港                                       |                                                               |
| アメリカ合衆国                          | サンフランシスコ                        | サンフランシスコ国際空港                                 |                                                               |
| アメリカ合衆国                          | シアトル                                | シアトル・タコマ国際空港                                 |                                                               |
| アメリカ合衆国                          | シカゴ                                  | シカゴ・オヘア国際空港                                   |                                                               |
| アメリカ合衆国                          | ダラス                                  | ダラス・フォートワース国際空港                           |                                                               |
| アメリカ合衆国                          | ニューヨーク                            | ジョン・F・ケネディ国際空港                              | 一部ミラノ経由                                                |
| アメリカ合衆国                          | ニューヨーク                            | ニューアーク・リバティー国際空港                         | 一部アテネ経由                                                |
| アメリカ合衆国                          | ヒューストン                            | ジョージ・ブッシュ・インターコンチネンタル空港           |                                                               |
| アメリカ合衆国                          | フォートローダーデール                  | フォートローダーデール・ハリウッド国際空港               | [ 65 ]                                                        |
| アメリカ合衆国                          | ボストン                                | ジェネラル・エドワード・ローレンス・ローガン国際空港     |                                                               |
| アメリカ合衆国                          | ロサンゼルス                            | ロサンゼルス国際空港                                     |                                                               |
| アメリカ合衆国                          | ワシントンD.C.                          | ワシントン・ダレス国際空港                               |                                                               |
| 就航予定路線                            |                                         |                                                          |                                                               |
| 中央アメリカ                            |                                         |                                                          |                                                               |
| パナマ                                  | パナマシティ                            | トキュメン国際空港                                       | 就航日未定                                                    |
| 休止・廃止路線                          |                                         |                                                          |                                                               |
| アラブ首長国連邦                        | アブダビ                                | アブダビ国際空港                                         |                                                               |
| アゼルバイジャン                        | バクー                                  | ヘイダル・アリエフ国際空港                               |                                                               |
| 中国                                    | 鄭州                                    | 鄭州新鄭国際空港                                         |                                                               |
| 中国                                    | 銀川                                    | 銀川河東国際空港                                         |                                                               |
| コモロ                                  | モロニ                                  | プリンス・サイード・イブラヒーム国際空港                 |                                                               |
| エジプト                                | アレクサンドリア                        | アレクサンドリア国際空港                                 |                                                               |
| イラン                                  | バンダレ・アッバース                    | バンダレ・アッバース国際空港                             |                                                               |
| イラン                                  | マシュハド                              | マシュハド国際空港                                       |                                                               |
| イラク                                  | アルビール                              | アルビール国際空港                                       |                                                               |
| 日本                                    | 名古屋                                  | 中部国際空港                                             | 名古屋駅 - 関空間無料シャトルバスに代替（平和観光バスが運行） |
| リビア                                  | トリポリ                                | トリポリ国際空港                                         |                                                               |
| パキスタン                              | イスラマバード                          | ベナジル・ブット国際空港                                 |                                                               |
| パキスタン                              | ムルターン                              | ムルターン国際空港                                       |                                                               |
| フィリピン                              | セブ                                    | マクタン・セブ国際空港                                   |                                                               |
| セネガル                                | ダカール                                | レオポール・セダール・サンゴール国際空港                 |                                                               |
| シリア                                  | ダマスカス                              | ダマスカス国際空港                                       |                                                               |
| ウクライナ                              | キエフ                                  | ボルィースピリ国際空港                                   |                                                               |
| イエメン                                | サナア                                  | サヌア国際空港                                           |                                                               |

ドバイ国際空港を中心に、全大陸の主要100都市以上へ就航している。
また、上記以外の都市へも他社とのコードシェアで運航している。

### コードシェア
2013年3月にブリティッシュエアウェイズとの13年におよぶ提携を解消して、替わりにカンタス航空とのコードシェアや運賃設定、販売、運航計画、ラウンジの運用などの広範囲の提携に切り替えた。また、この提携に伴いカンタス航空はドバイ国際空港でエミレーツ航空が設置運営をしているA380専用ターミナルを使用できる権利を唯一保有することになった。しかし2023年11月現在、カンタス航空の機材はドバイ国際空港には乗り入れていない。
- エア・インディア
- マルタ航空
- モーリシャス航空
- アラスカ航空・ホライゾン航空
- バンコク・エアウェイズ
- 中国南方航空
- コパ航空
- フライドバイ
- 日本航空
- ジェットブルー航空
- ジェットスター航空
- ジェットスター・アジア航空
- 大韓航空
- マレーシア航空[68]
- カンタス航空
- S7航空
- 南アフリカ航空
- TAPポルトガル航空
- タイ国際航空
- ウエストジェット航空

### 日本路線運用の歴史
- 2002年10月 - 関西国際空港に週4便で就航開始。
- 2003年 - 大阪/関西便がデイリー運航になる。[69]
- 2006年6月1日 - 中部国際空港に就航。[70]
- 2009年3月 - 名古屋/中部線から撤退
- 2010年3月28日 - 成田国際空港に就航
- 2012年7月1日 - 東京/成田線に同社の日本路線として初めてエアバスA380-800を投入
- 2013年5月31日 - 東京/成田線がB777-300ER運用に戻る
- 2013年6月3日 - 東京国際空港に就航
- 2015年6月11日 - 成田国際空港に自社専用ラウンジを設置
- 2017年3月26日 - 東京/成田線にエアバスA380-800が再投入される
- 2017年11月17日 - 浦和レッズサポーターがACL・アル・ヒラル戦の移動にチャーター機を利用する。[71]
- 2018年10月28日 - 大阪/関西線にエアバスA380-800が投入される
- 2020年3月25日 - COVID-19の世界的な感染拡大に伴うUAE政府の指示により、日本路線を含む全ての旅客便の運航を停止
- 2020年7月7日 - 大阪/関西線の運航を再開（機材はB777-300ER）
- 2020年7月8日 - 東京/成田線の運航を再開（機材はB777-300ER）
- 2022年11月15日 - 東京/成田線へのエアバスA380-800の投入を再開
- 2023年4月2日 - 東京/羽田線の運航を再開（機材はB777-300ER）
- 2024年6月1日 - 大阪/関西線へのエアバスA380-800の投入を再開

| エミレーツ航空の日本路線概要 (2024年2月現在) | エミレーツ航空の日本路線概要 (2024年2月現在) | エミレーツ航空の日本路線概要 (2024年2月現在) | エミレーツ航空の日本路線概要 (2024年2月現在) | エミレーツ航空の日本路線概要 (2024年2月現在) | エミレーツ航空の日本路線概要 (2024年2月現在)                   |
| 路線                                         | 就航開始年                                   | 便名                                         | コードシェア                                 | 導入機材                                     | 備考                                                           |
| -------------------------------------------- | -------------------------------------------- | -------------------------------------------- | -------------------------------------------- | -------------------------------------------- | -------------------------------------------------------------- |
| ドバイ - 大阪/関西                           | 2002年                                       | EK316/EK317                                  | 日本航空                                     | A380-800                                     | 2024年6月1日より運航機材をエアバスB777-300ERからA380-800に変更 |
| ドバイ - 東京/成田                           | 2010年                                       | EK318/EK319                                  | 日本航空                                     | A380-800                                     |                                                                |
| ドバイ - 東京/羽田                           | 2013年                                       | EK312/EK313                                  | 日本航空                                     | B777-300ER                                   |                                                                |

## スポンサー活動
スポンサー活動に積極的である。過去には、国際サッカー連盟（FIFA）アジアサッカー連盟公式パートナー、フランスリーグ・アンのパリ・サンジェルマンFC、競馬のワールドレーシング・チャンピオンシップ、F1チームマクラーレンのスポンサーでもあった。
2006年からイギリス・イングランドのサッカークラブ・アーセナルFCの本拠地エミレーツ・スタジアムの命名権を取得したのに続き、同年から同チームのスポンサーとなり、ユニフォームの胸に「Fly Emirates」の文字を見ることができる。ただし2018-19シーズンからロゴが「Emirates Fly Better」表記に順次変更されている。
ラグビーユニオンでは、ワールドラグビー主催の世界大会において、ラグビーワールドカップ2007から、ラグビーワールドカップ2027まで、公式ワールドワイド・パートナー契約を結んでいる。ワールドカップ男子大会は2011年から、女子大会は2018年から、レフリーたちマッチオフィシャルのジャージには「Emirates」のロゴが入っている。あわせて、レフリー（マッチオフィシャル）のエリート育成プログラム「エミレーツ・ワールドラグビー ハイパフォーマンス マッチオフィシャル」の冠スポンサーを、2013年から2027年まで務める。
また、2013年からはスペインのサッカークラブ、レアル・マドリードのスポンサーに加わった。他のサッカークラブでは、ドイツのハンブルガーSV、イタリアのACミラン、フランスのオリンピック・リヨン、ポルトガルのSLベンフィカ、ギリシャのオリンピアコスFC、FAカップ、アメリカのニューヨーク・コスモスのスポンサーとなった。
野球のロサンゼルス・ドジャース のメインスポンサーで、これらスポンサーチーム主催のホームゲーム試合開始前のエキシビションなどでも客室乗務員がパフォーマンスする様子が同社公式YouTubeなどに掲載されている。
2007年から、ヨットレースのアメリカスカップに参戦するチーム・ニュージーランドの冠スポンサーを務めており、2017年（第35回）より同レースを3連覇している。
2017年から自転車ロードレースチームであるUAE チーム・エミレーツのスポンサーとなる。
その他ATP、全豪オープン、全仏オープン、ウィンブルドン選手権、全米オープン、ICC、NBA、ワールドラグビー、ヨーロピアンツアー、クリケット・オーストラリア、ドバイワールドカップ、ドバイセブンズ、チーム・ニュージーランド、AFLのコリングウッド、ネットボールアラブ首長国連邦代表、ドバイ国際映画祭、ドバイジャズフェスティバル、メルボルン交響楽団とシドニー交響楽団、ドバイ国際博覧会などのメインスポンサー・公式エアラインとして指定されている。
またイギリスのロンドンにあるロープウェイエミレーツ・エア・ラインの命名権も持っている。
| エミレーツ航空がスポンサーを務めるサッカーチーム (2018年8月現在) | エミレーツ航空がスポンサーを務めるサッカーチーム (2018年8月現在) | エミレーツ航空がスポンサーを務めるサッカーチーム (2018年8月現在) | エミレーツ航空がスポンサーを務めるサッカーチーム (2018年8月現在) |
| ---------------------------------------------------------------- | ---------------------------------------------------------------- | ---------------------------------------------------------------- | ---------------------------------------------------------------- |
| チーム名                                                         | 所属リーグ                                                       | 契約年                                                           | 備考                                                             |
| アーセナルFC                                                     | プレミアリーグ                                                   | 2006年                                                           | 本拠地の命名権も取得                                             |
| ACミラン                                                         | セリエA                                                          | 2010年                                                           |                                                                  |
| ハンブルガーSV                                                   | ブンデスリーガ                                                   | 2010年                                                           |                                                                  |
| パリ・サンジェルマン                                             | リーグ・アン                                                     | 2010年                                                           |                                                                  |
| オリンピック・リヨン                                             | リーグ・アン                                                     | 2020年                                                           |                                                                  |
| オリンピアコスFC                                                 | ギリシャ・スーパーリーグ                                         | 2011年                                                           |                                                                  |
| レアル・マドリード                                               | リーガ・エスパニョーラ                                           | 2013年                                                           |                                                                  |
| ニューヨーク・コスモス                                           | NASL                                                             | 2013年                                                           |                                                                  |
| SLベンフィカ                                                     | プリメイラ・リーガ                                               | 2015年                                                           |                                                                  |

## 事故
- エミレーツ航空521便着陸失敗事故 エミレーツ航空が起こした唯一の機体損失事故